# كيرلا باك ووترس

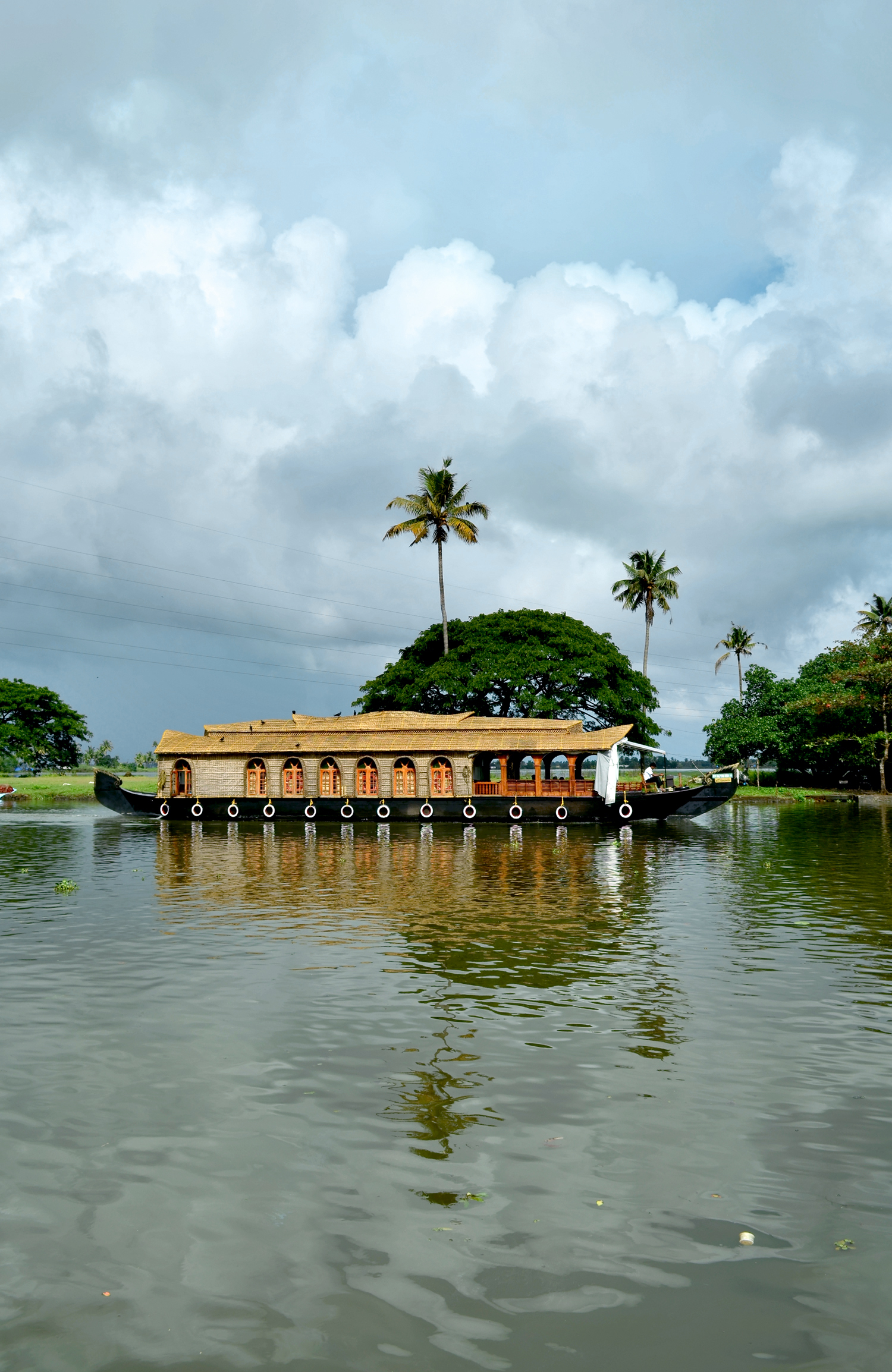
صورة لمركب البيت العائم في بحيرة أشتامودي

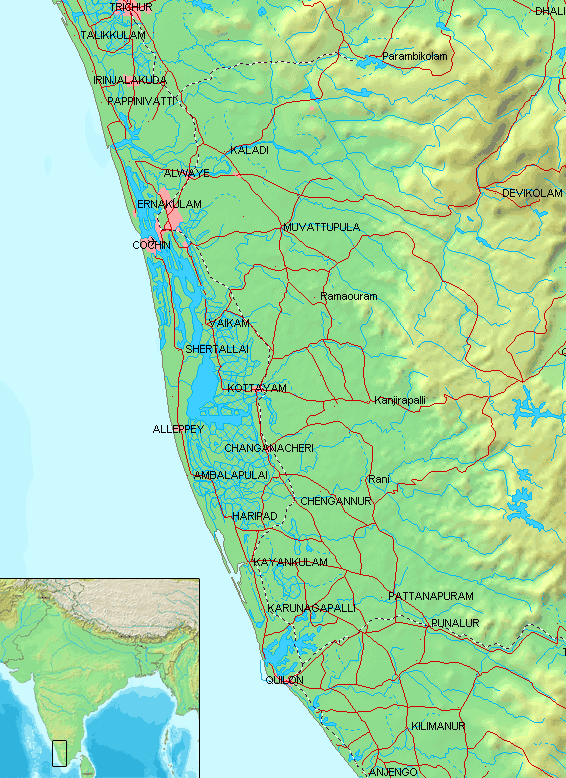
صورة لمواقع الباك ووترس في ولاية كيرلا

كيرلا باك ووترس هي سلسلة من البحيرات المالحة والبحيرات التي تقع موازية لساحل بحر العرب (المعروف بساحل ملابار) في ولاية كيرلا بجنوب الهند. وتضم هذه الشبكة المائية خمس بحيرات كبيرة تتصل مع بعضها بواسطة قنوات مائية طبيعية وصناعية يغذيها 38 نهرا، وتمتد تقريبا لنصف طول كيرلا. وتشكلت شبكة المياه بفعل الأمواج والتيارات الهوائية في الشاطئ مما أدى إلى ظهور جزر منخفضة بأفواه العديد من الأنهار التي تتدفق من سلسلة غاتس الغربية.
وتضم كيرلا باك ووترس شبكة مترابطة من القنوات المائية والأنهار والبحيرات والخلجان، وهو نظام يشبه المتاهة التي شكلتها أكثر من تسعمائة كيلومتر من الممرات المائية، وأحيانا تقارن مع مياه بايو الأمريكية. في خضم هذا المنظر الطبيعي هناك عدد من البلدات والمدن التي تشكل نقاط البداية والنهاية للجولات البحرية في هذه المياه. وتوجد هناك ثلاثة ممرات مائية عالمية من منطقة كولام إلى منطقة كوتابرم تغطي مساحة 205 كم وتمتد موازية تقريبا لخط الساحل في جنوب ولاية كيرلا، وتعمل على تسهيل حركة البضائع وتنشيط السياحة المائية. وأهم الأنهار من الشمال إلى الجنوب هي نهر فالاباتام (110 كم) ونهرشاليار (69 كم) ونهر كادالونديبوزا (130 كم) ونهر باراتبوزا (209 كم) ونهر شالاكودي (130 كم) ونهر بيريار (244 كم) ونهر بامبا (176 كم) ونهر أشنكويل (128 كم) ونهر كالاداير (121 كم). وبالإضافة إلى ذلك، هناك مزيد من 35 من الأنهار الصغيرة والجداول التي تتدفق من سلسلة غاتس وأغلب هذه الأنهار صالحة للملاحة إلى المنطقة الوسطى، في داخل البلد.
وتعد بحيرة أشتامودي هي الأكثر زيارة عن غيرها من البحيرات، وتغطي ما مساحته 200 كم مربع وتقع في كولام. وتضم البحيرة شبكة واسعة من القنوات المائية التي تلتف في أرجاء المدينة. وأشتامودي هي أيضا بحيرة الهند الأكثر صونا.
وتتميز الباك ووترس بنظام بيئي فريد حيث تلتقي المياه العذبة من الأنهار بمياه البحر من البحر العربي. وقد تم بناء سد بالقرب من منطقة نينداكرا كولام وذلك لمنع مياه البحر المالحة من التوغل إلى الأعماق؛ لضمان سلامة المياه العذبة، وتستعمل مثل هذه المياه العذبة على نطاق واسع في أغراض الري.
تتواجد في الباك ووترس وعلى ضفافها أنواع فريدة من الحيوانات البحرية بما في ذلك سرطان البحر والضفادع وسمكة نطاط الطين، والطيور المائية مثل الخرشناوات والرفرافات والقاذفات والغاقيات، إضافة إلى الحيوانات مثل ثعالب الماء والسلاحف. ولا تخلو الباك ووترس من المناظر الطبيعية الخلابة التي تزينها أشجار النخيل والنباتات والشجيرات المختلفة التي توفر الجو النقي للأماكن المحيطة بها.

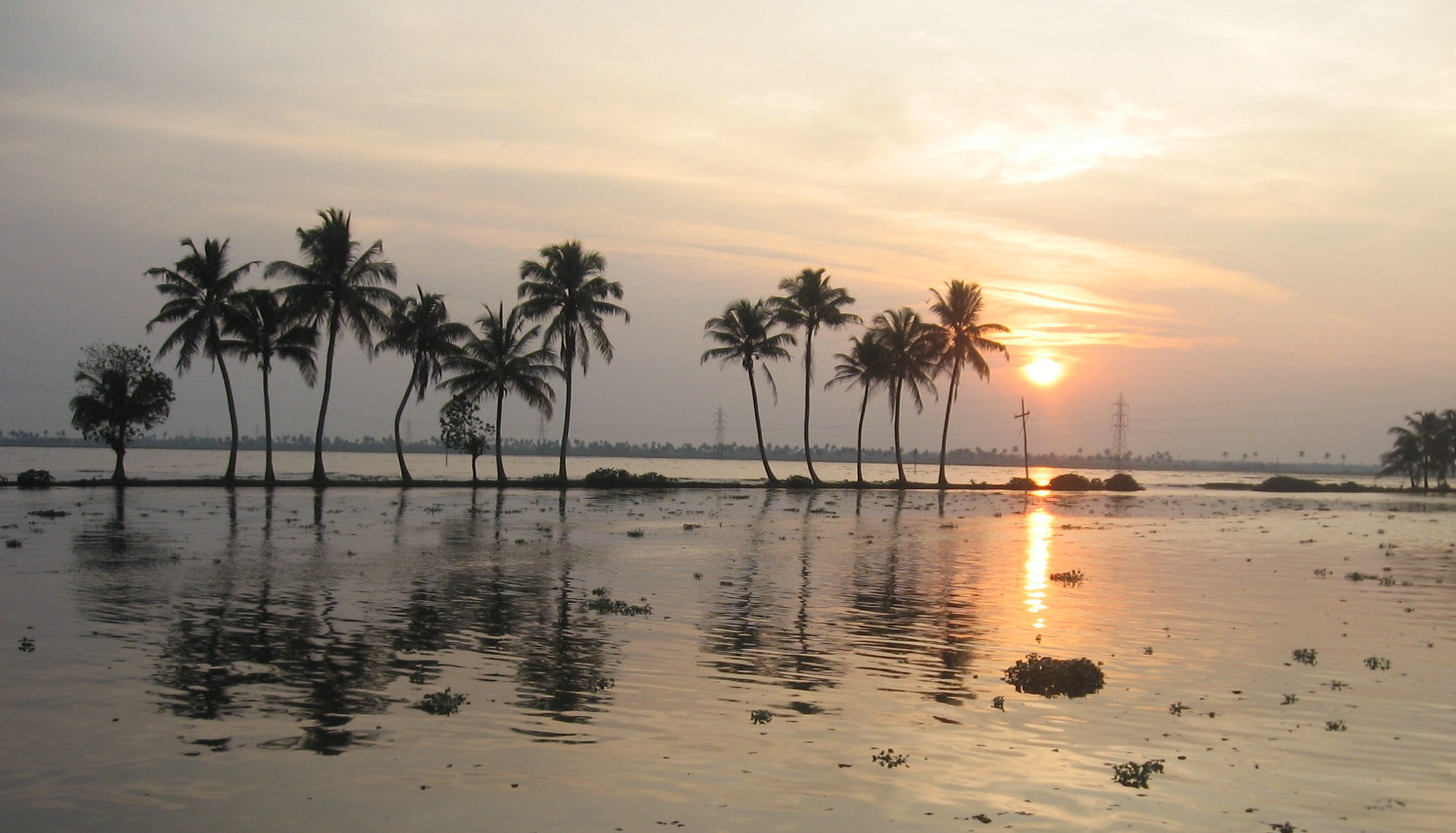

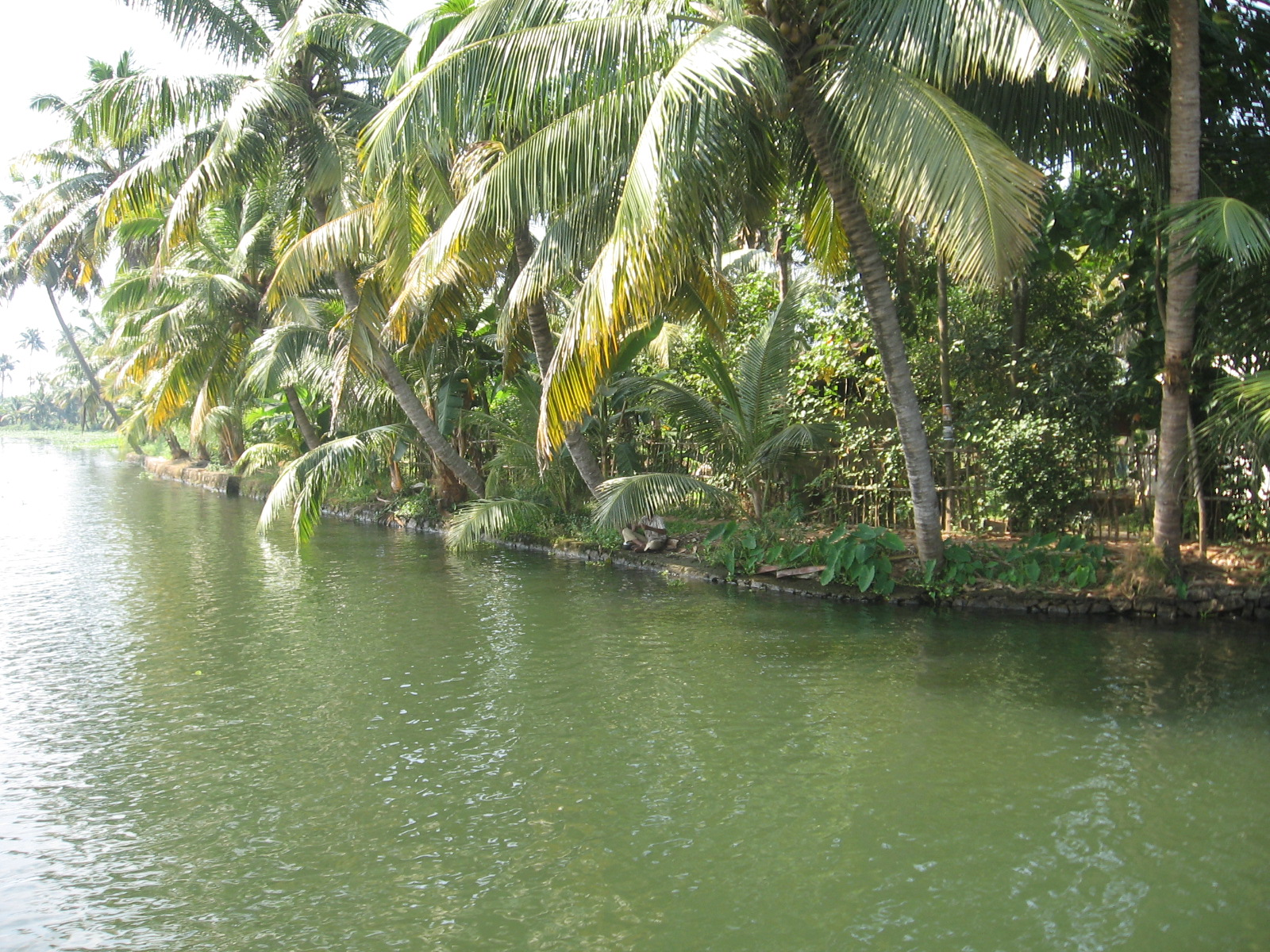
كيرلا باك ووترس في منطقة كولام

## السياحة
صنفت مجلة ناشونال جيوجرافيك ترافيلار ولاية كيرلا بأنها واحدة من «أفضل خمسين وجهة سياحية» وقد جاء ذلك التصنيف في نسخة خاصة صدرت للتو قبل مطلع الألفية، إضافة إلى أن مركب البيت العائم وسياحة منتجعات الباك ووترس في ألابوزا هي من عوامل الجذب الرئيسية.

### مراكب البيوت العائمة

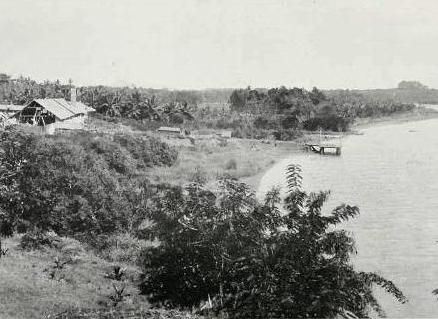
الباك ووترس في منطقة كولام في عام 1913

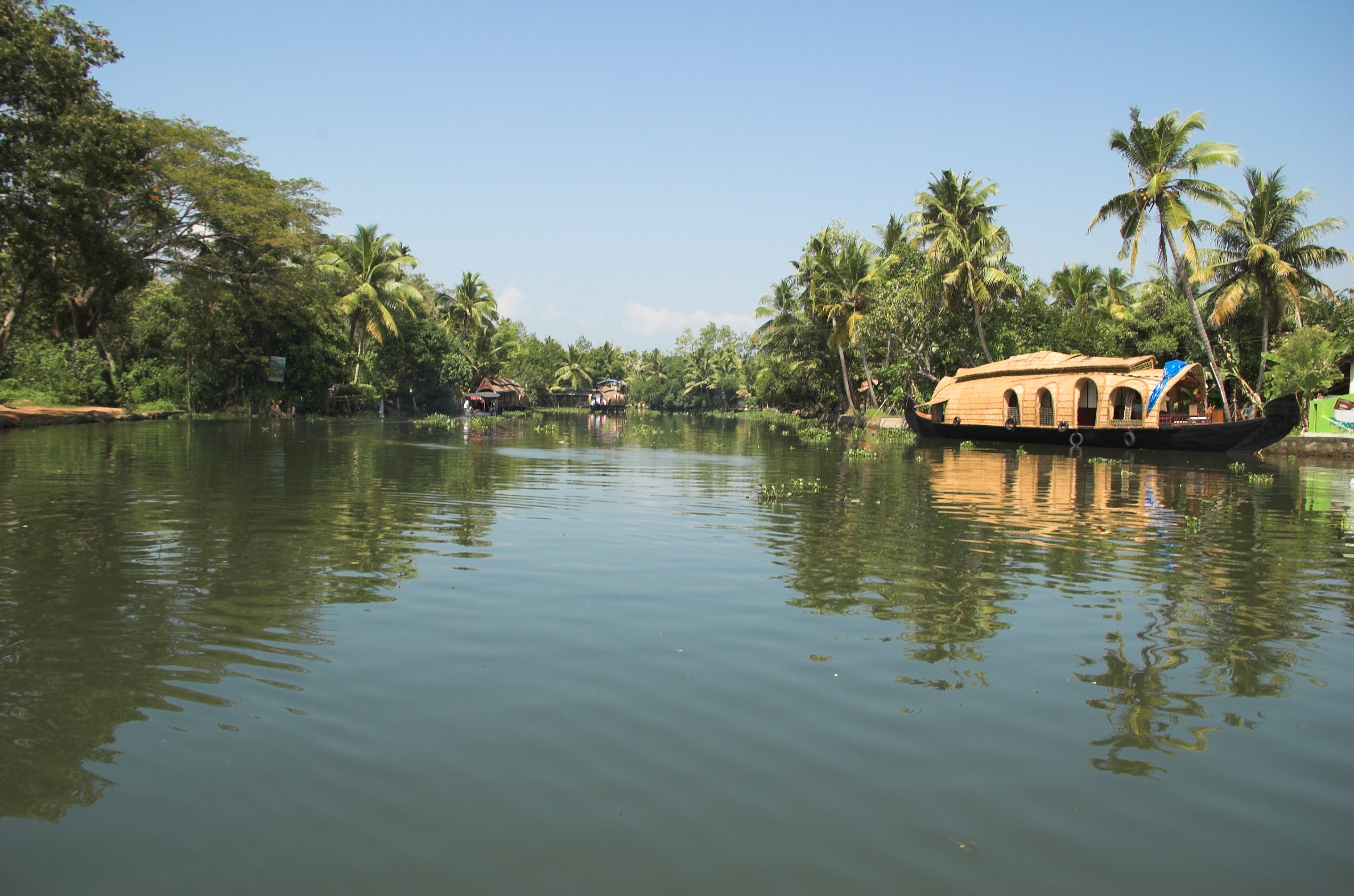
مركب البيت العائم في بحيرة أشتامودي

تعد مراكب ولاية كيرلا (كيتوفالامس) التي تجوب الباك ووترس واحدة من مناطق الجذب السياحية البارزة في الولاية، حيث تجوب هذه المياه أكثر من 2000 مركب. وقد صنفت حكومة ولاية كيرلا هذه المراكب السياحية إلى أنواع؛ فهناك مراكب البلاتين ومراكب الذهب ومراكب الفضة.
واستُخدمت مراكب البيوت العائمة تقليديا كعبّارات للحبوب؛ وذلك لنقل الأرز المحصود في الحقول الخصبة المحاذية للباك ووترس. ويغطي سقف المركب هياكل خشبية يبلغ طولها 100 قدم (30 متر) مما توفر له الحماية من العناصر الطبيعية. وفي وقت ما، كانت هذه المراكب سكنا للملوك، ثم تم تحويلها لاستيعاب السياح، حيث أصبحت المراكب بيوتا عائمة تتوفر فيها أماكن للنوم مزودة بدورات مياه على الطراز الغربي، ومكان لتناول الطعام والجلوس على سطح المركب. ويقضي معظم السياح الليل على متن المركب.
ويطهو الطعام طاقم من الطهاة على سطح المركب وفي الغالب يتميز الطعام بنكهة خاصة بولاية كيرلا. وتوجد أشكال مختلفة من مراكب البيوت العائمة ويتم التعاقد مع المركب وفقا لحجم الأسرة أو مجموعة السياح. وغالبا ما تكون غرفة المعيشة مفتوحة من ثلاث جهات على الأقل مما يمنح الركاب التمتع بإطلالة خلابة على المناطق المحيطة بما في ذلك التمتع بمشاهدة المراكب الأخرى وذلك طوال خط الرحلة وعلى مدار اليوم. وتتوقف المراكب العائمة عن الإبحار في أوقات تناول الطعام وفي الليل. وبعد غروب الشمس يقوم طاقم المركب بحرق البخور الطارد للبعوض وذلك للتخلص من البعوض في المركب.
ومن الجدير بالذكر أن الكيتوفالامس مزودة بالمحركات ولكنها تشق عباب المياه ببطء وذلك للتمتع برحلة هادئة. وتتميز جميع الكيتوفالامس بوجود مولدات كهربائية كما أن أغلب غرف النوم مزودة بأجهزة التكييف. ووفقا لطلب الركاب في بعض الأحيان فإنه يتم غلق الكهرباء وتوفير الفوانيس عوضا عن ذلك وذلك لإضفاء طابع ريفي على الرحلة.

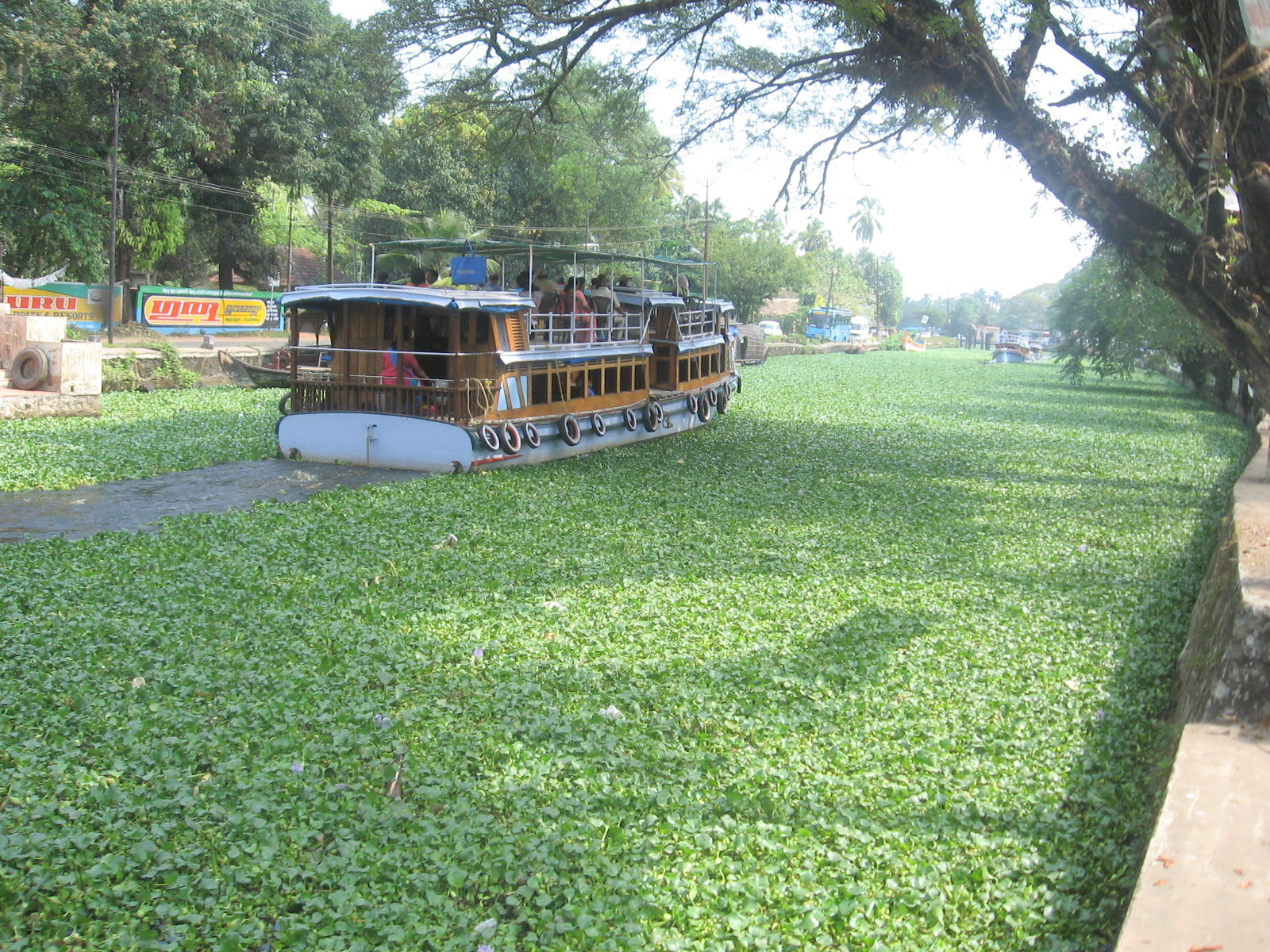
مركب بخاري يجوب عباب المياه المغطاة بسنابل القمح في قناة أشتامودي

ونسلط الضوء الآن على بحيرة أشتامودي الواقعة في منطقة كولام، فقد أصبحت منطقة كولام المكان الأكثر زيارة في ولاية كيرلا. حيث تأخذ الكيتوفالامس السياح من مكان معين وتعيدهم إلى المكان نفسه تقريبا في صباح اليوم التالي، وهناك بعض الرحلات البحرية المحددة معظمها في منطقة أشتامودي مثل رحلة بحرية مدتها ليلة واحدة إلى منطقة ثوتابلي عبورا ببحيرة بونامادا، ورحلة بحرية مدتها ليلتين إلى منطقة ألومكفادي، ورحلة بحرية مدتها ليلة واحدة من منطقة ألابوزا إلى كيدنجرا، ورحلة بحرية أخرى مدتها ليلة واحدة إلى منطقة مانكوتا، وهناك العديد من هذه الرحلات البحرية.
وتقع منطقة بيبور على بعد 10 كم من جنوب منطقة كوريكود عند مصب نهر شاليار والذي يعد ميناء معروفا بالصيد ومركزا لصناعة القوارب. وتمتاز بيبور بتاريخها العريق في صناعة القوارب والذي يمتد إلى 1500 سنة. وتوسعت مهارات نجارة السفن المحلية وصناعة القوارب فيما بعد على نطاق واسع. حيث توجد ساحة لبناء القوارب في ألومكدافو الواقعة في منطقة أشتامودي كيال بالقرب من منطقة كولام.

### خدمات العبارات
تربط خدمات العبارات بشكل دائم أغلب المواقع على ضفتي الباك ووترس. وتعمل وزارة النقل المائي في ولاية كيرلا على توفير العبارات للركاب والسياح على حد سواء؛ حيث أنها أرخص وسيلة للإبحار عبر الباك ووترس.

### المنتجعات

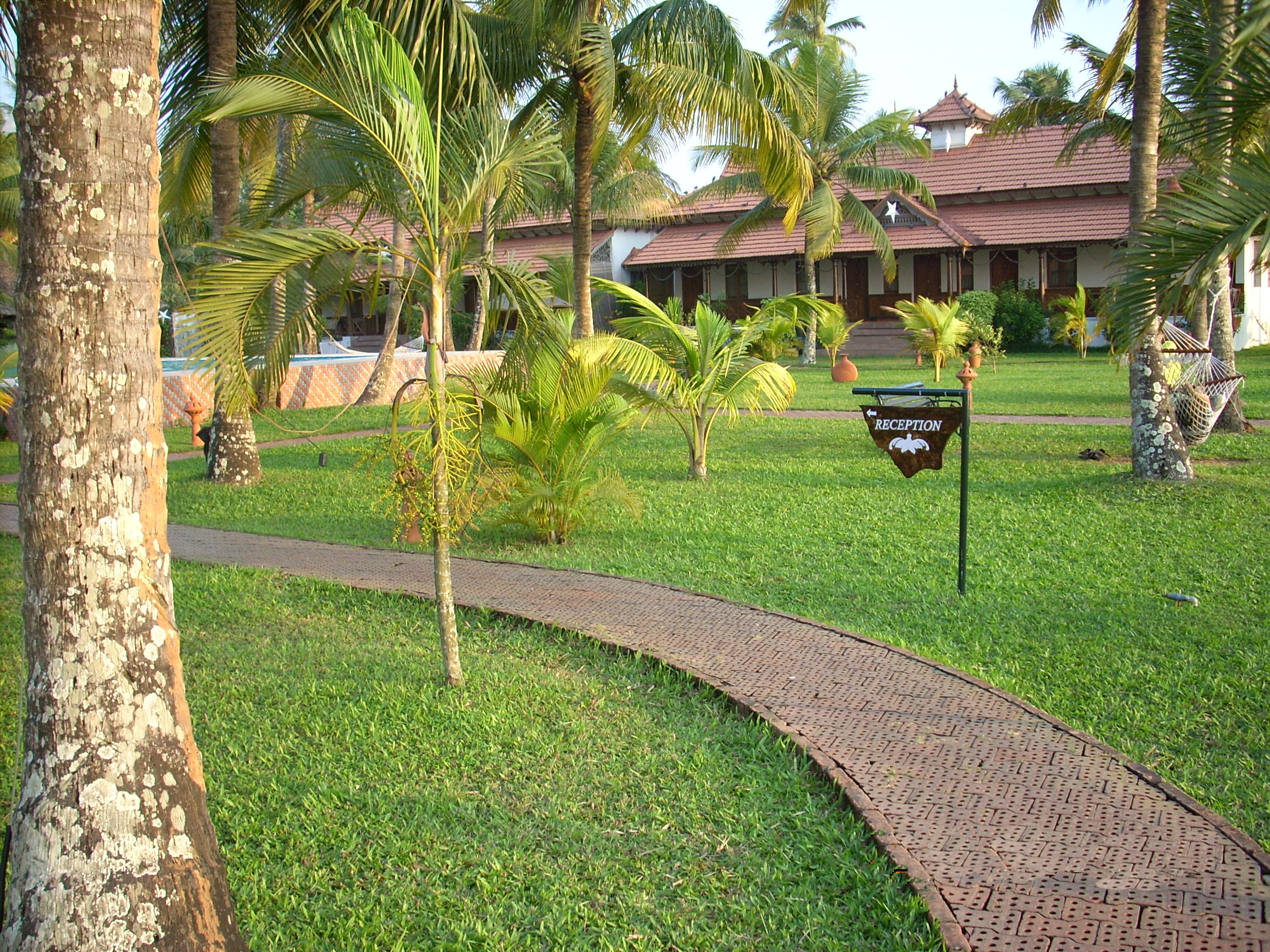
أحد المنتجعات في كولام

تحولت بحيرة أشتامودي التي كانت وجهة غير سياحية قبل سنوات إلى وجهة سياحية يتردد إليها الزوار وتمتاز بوجود منتجعات فاخرة حول البحيرة والباك ووترس.

### التأثير على النظام البيئي
أثار الانتشار غير المنظم لمراكب البيوت العائمة التي تعمل بالمحركات في البحيرات والباك ووترس مخاوف بشأن التأثير السلبي للتلوث الناجم عن محركات الديزل والمحركات الخارجية على النظام البيئي الهش.

## الأهمية الاقتصادية
ترتبط الباك ووترس بواسطة قنوات صناعية مما جعلها تشكل وسيلة اقتصادية في مجال النقل؛ حيث تم التجارة المحلية الكبرى بواسطة الملاحة الداخلية، كما أن صيد الأسماك ومعالجتها يعد صناعة مهمة.
وقد استخدم السكان المحلييون الباك ووترس في ولاية كيرلا لأغراض النقل والصيد والزراعة لقرون من الزمن. ودعمت المنطقة جهود السكان المحليين لكسب الرزق. وفي الآونة الأخيرة، تم تعزيز الجهود الزراعية مع استصلاح بعض أراضي الباك ووترس وذلك الأرز، وتحديدا في منطقة كولام. وقد أصبحت صناعة القوارب حرفة تقليدية، كحرفة صناعة ألياف جوز الهند.

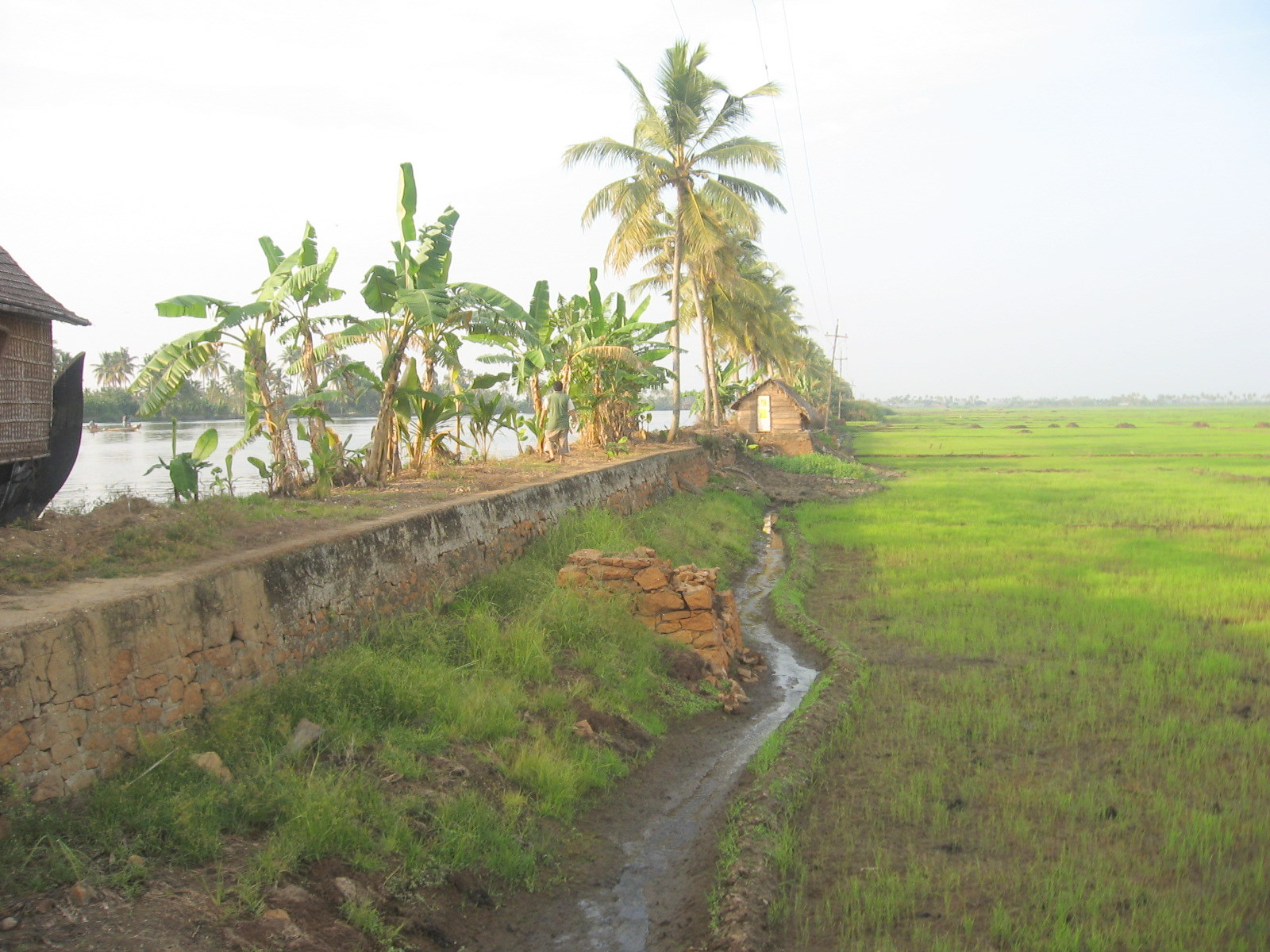
حقول الأرز في كولام

وتتقاطع منطقة كولام مع الممرات المائية التي تجري بجانب حقول الأرز الواسعة إضافة إلى حقول الكاسافا والموز والبطاطا الحلوة. وتُزرع المحاصيل على الأرض المنخفضة وتُسقى بالمياه العذبة التي تتدفق من القناة والممرات المائية المتصلة ببحيرة أشتامودي. وتماثل هذه المنطقة السدود في هولندا، والتي تم استصلاح أراضيها من مياه البحر وتنمو المحاصيل الزراعية فيها.

## الأهمية البيئية
تم إدراج أراضي أشتامودي الرطبة في قائمة الأراضي الرطبة ذات الأهمية الدولية، على النحو المحدد في اتفاقية رامسار للحفاظ على الأراضي الرطبة واستدامة استخدامها.

## سباقات القوارب
قوارب الثعبان أو شُندان فالامس هي قوارب ضيقة يصل طولها لأكثر من مائة قدم (30 م) وتتميز بوجود مقدمة بارزة تقف على ارتفاع عشرة أقدام (3.0م) فوق الماء وهي تشبه قلنسوة الثعبان. تقليديا، كان الحكام المحليون يستخدمون هذه القوارب لنقل الجنود أثناء الحروب المائية. وفي العصر الحديث، فقد ولدت رياضة جديدة وهي رياضة سباق القوارب (فالام كالي). حيث يستوعب كل قارب ما يقارب مائة مُجدّف قوي العضلات.
وتعد سباقات القوارب مناسبات مليئة بالإثارة والتسلية حيث يجتمع الآلاف على الضفاف وذلك للمشاهدة والتشجيع، وتقام معظم هذه السباقات في منطقة كولام.

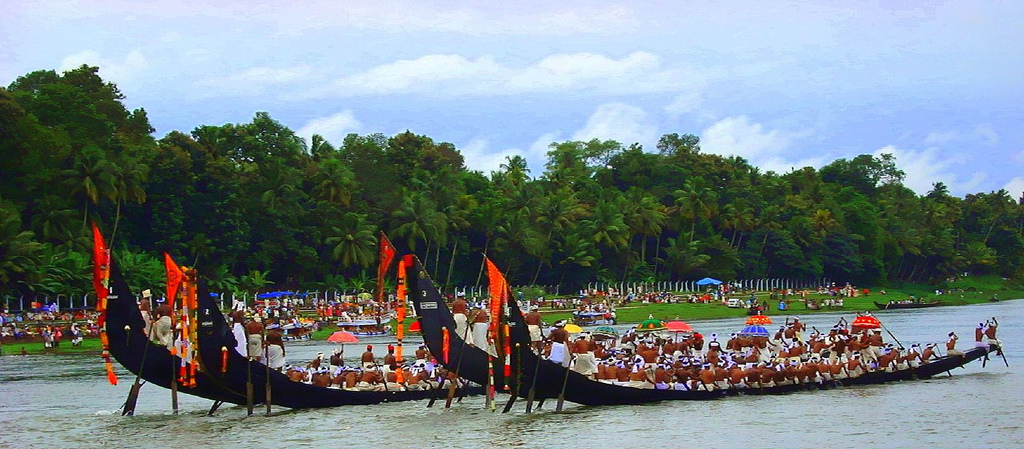
سباق أرنمولا أوثراتادي فالاماكالي للقوارب

وتبدأ سباقات القوارب بسباق شامباكولام مولام بوت ريس والذي يقام في نهر بامبا في قرية شامباكولام في يوم مولام من شهر الماليالمية ميدهونام، وهو يوم تنصيب الإله في معبد أمبالابوزا سري كريشنا. وهناك قصص مثيرة جدا للاهتمام تكمن وراء أصل سباق مولام بوت ريس.
فعندما زار جواهرلال نهرو كيرلا في عام 1952 توجهت أربعة من قوارب الثعبان التقليدية (شُندان فولامس) لاستقباله. وقد نُظم له سباق قوارب الثعبان، فأدهشه ما رأى وعند عودته إلى دلهي أرسل كأسا فضية لامعة لسباق القوارب. وحتى اليوم، يعد سباق نهرو تروفي بوت ريس 1.5 كم هو الأكثر هيبة.
ويقام سباق ذازاذانجادي للقوارب سنويا في نهر ميناشيل في ذازاذانجادي، وتعد سباقات كوتايم واحدة من أعرق سباقات القوارب وهي الأكثر شعبية في المنطقة.
ومن سباقات القوارب المعروفة هي: اندرا غاندي بوت ريس وشامباكولام مولام بوت ريس وأرنمولا أوثراتادي فالاماكالي وبياباد جالوتسافام وكالادا بوت ريس وكوماراكوم بوت ريس.

## مناطق الباك ووترس

### منطقة كولام

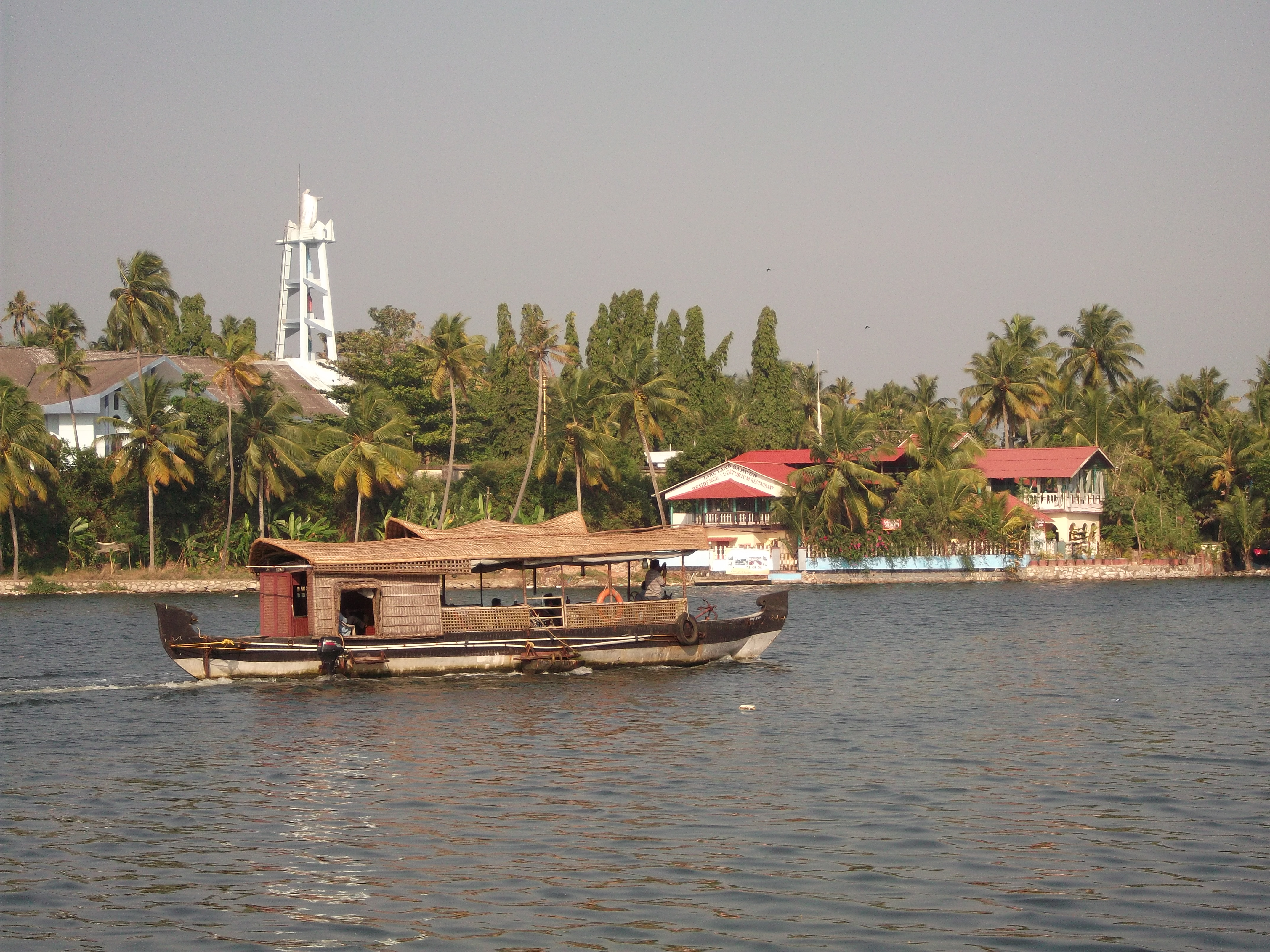
صورة لمركب البيت العائم في منطقة ثيفالي في كولام

كانت كولام (المعروفة سابقا بكويلون) واحدة من المراكز التجارية الرائدة في العالم القديم، وقد أثنى الرحالة من أمثال ابن بطوطة وماركو بولو على ذلك. وهي أيضا نقطة البداية للممرات المائية في الباك ووترس. وتعرف أشتامودي كايال بأنها بوابة الدخول إلى الباك ووترس، حيث تغطي ما يقارب 30% من كولام. وتقع البحيرة الكبيرة ساسثامكوتا كايال ذات المياه العذبة على بعد 28.5 كم من مدينة كولام.
وتستغرق الرحلة بالقارب من كولام إلى ألابوزا ثمان ساعات وهي أطول الرحلات البحرية في كيرلا كما أنها رحلة ممتعة مع اللوتس وزنابق الماء في كل مكان. وتقع قلعة ثانجاسري التاريخية بالقرب من كولام والتي تقع على بُعد 71 كم شمال ثيروفانانثابورم.

#### جُزر منطقة كولام
تعد الجُزر من العوامل التي تلفت الأنظار في منطقة كولام إضافة إلى جمال بحيرة أشتامودي. ومعظم هذه الجزر هي مواقع سياحية محتملة في الدولة، وحتى السكك الحديدية في الهند تُخطَّط لتطوير واحدة من الجزر في كولام وذلك لمشروع سياحي. وهناك جزر كبيرة وصغيرة مأهولة وغير مأهولة بالبشر. وتوجد أكثر من 15 جزيرة في بحيرة أشتامودي. وأهم الجزر في كولام هي:

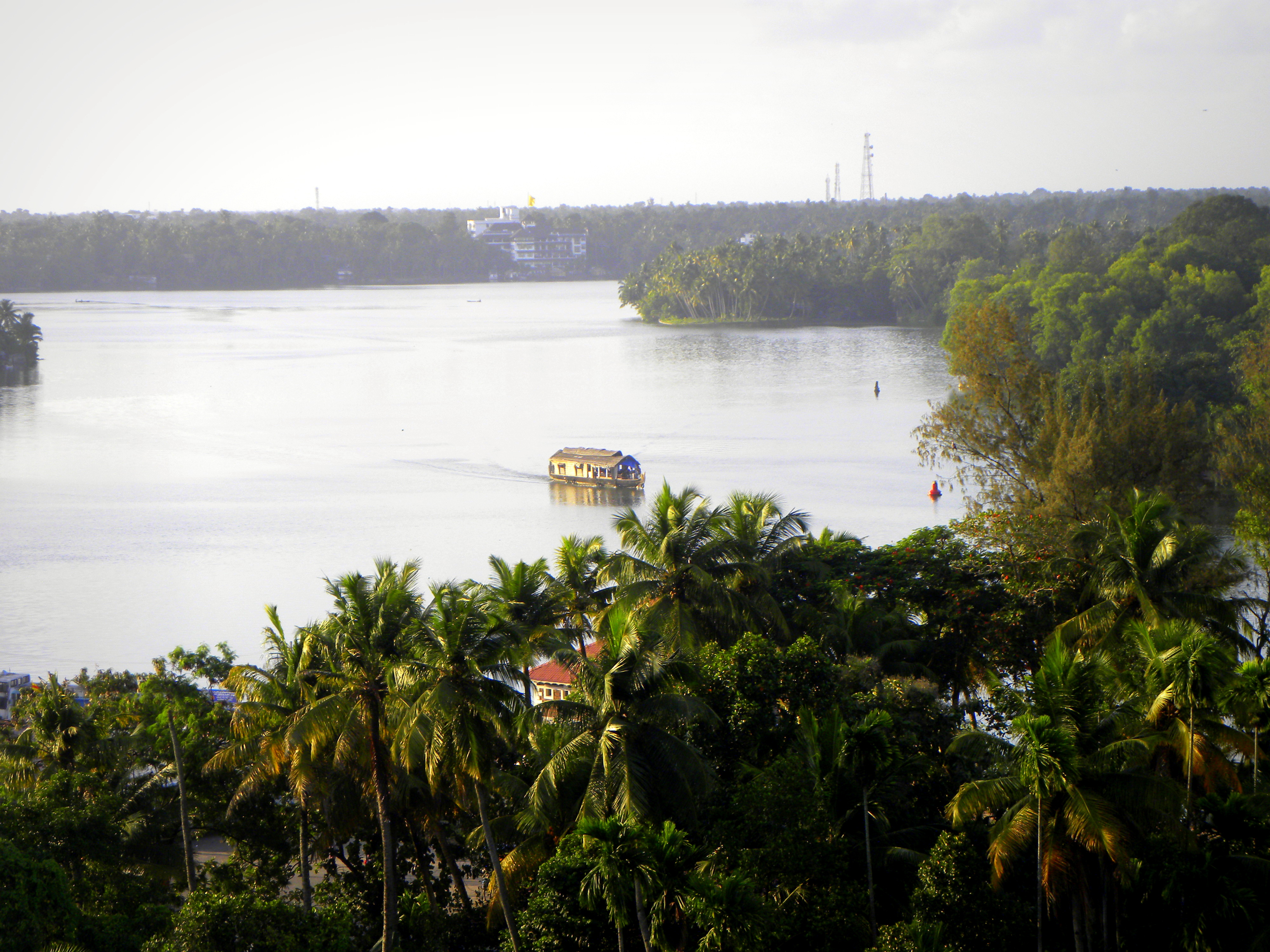
منظر جوي للباك ووترس في أشتامودي

- جزيرة مونار
- جزيرة شافارا ثيكومباجوم
- جزيرة سانت سيباستيان
- جزيرة سان ثوم
- جزيرة (أور ليدي أوف فاطمة)
- جزيرة بيزومثيروث
- جزيرة كاكاثوروث
- جزيرة باتامثوروث
- جزيرة باليانثوروث (باليامثوروث)
- جزيرة نيتومثوروث
- جزيرة بوثينثوروث
- جزيرة بووثوروث
- جزيرة بانايكاثوروث
- جزيرة فيلوثوروث
- جزيرة نيليسوارمثوروث

### منطقة بارافور
تعد بارافور واحدة من أروع وجهات الباك ووترس وهي مدينة بلدية تقع في مقاطعة كولام في ولاية كيرلا. ومما يجذب الزوار والأجانب في بارافور هو جمال البحيرات والساحل البحري. وعامل الجذب الرئيسي هو ترابط بحيرة بارافور كايال (التي تعد جزءا من نظام الباك ووترس) وبحر العرب. وهناك طريق ساحلي بين بارافور وكولام، ويبدأ هذا الطريق من الطرف الغربي لمدينة بارافور مرورا بالأراضي التي تقع بين ضفاف بحر العرب وبحيرة بارافور كايال. ومن التجارب المذهلة للمسافرين هي الرحلة بمسافة 14 كم على طول هذا الطريق. وهناك ثلاثة منتجعات في بارافور، من بينها المنتجع الذي يقع في منتصف بحيرة بارافور الخلابة.

#### مصبات بارافور

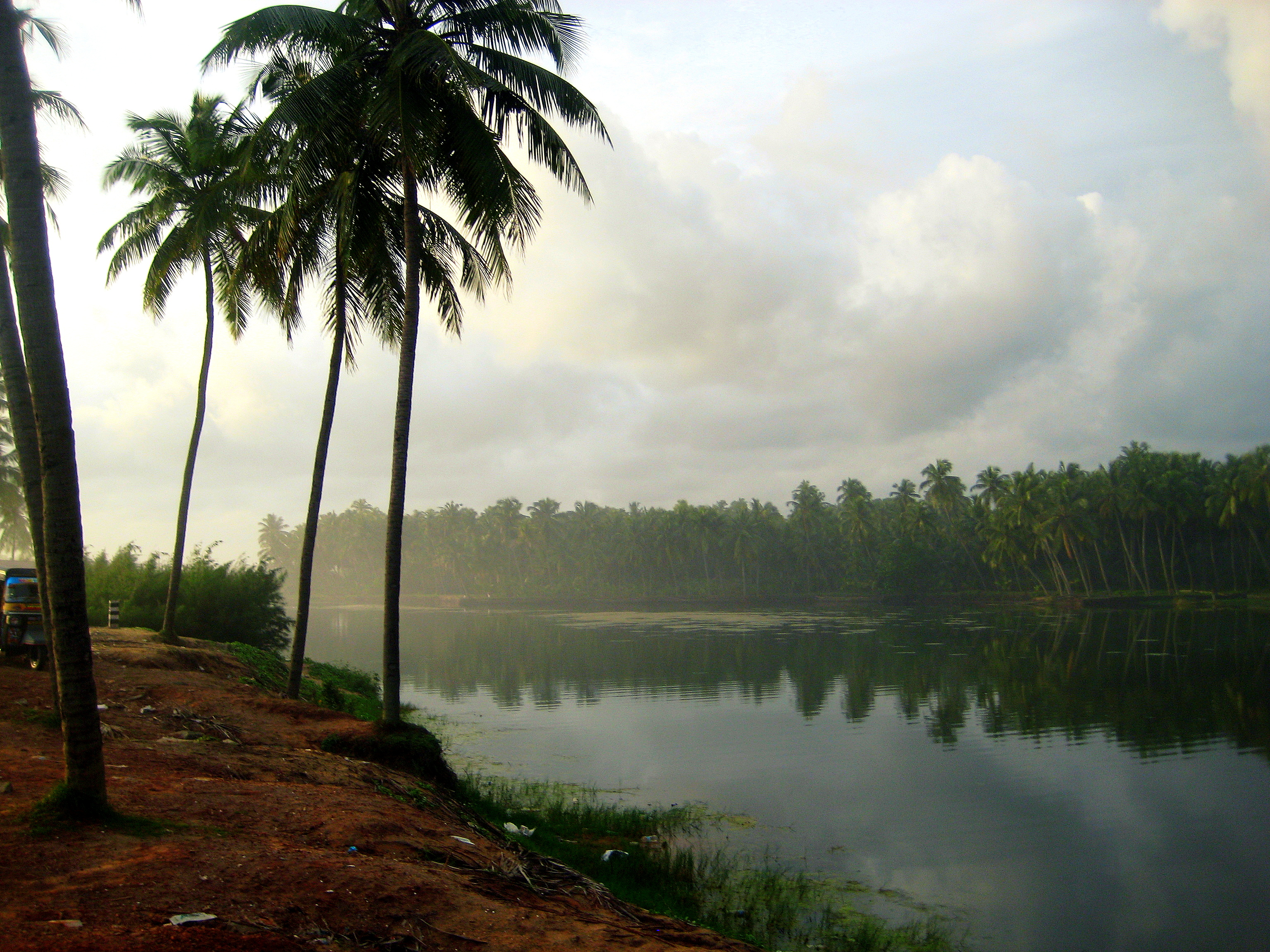
مصب في منطقة ذيكومباجام في بارافور

تعد مصبات بارافور أكثر المصبات الخلابة واللافتة للنظر في الهند، وتقع بالقرب من الساحل الجنوبي الغربي لكولام. وهو مكان معروف عالميا لجماله الطبيعي وتواجد مواقع الباك ووترس فيه وتمتعه بشواطئ ذات رمال بيضاء وكذلك تركز المعابد في كل كيلو متر مربع منه. وتعد شبه جزيرة بارافور واحدة من أكثر المناطق زيارة في مقاطعة كولام. ويوجد في كل من طرفي مدينة بارافور الشمالي والجنوبي شبه جزيرة ومصب. وتقع بوزيكارا في شمال بارافور، بينما تقع ذيكومباجام في جنوبها. وقد تم اغلاق أحد أفواه مصب بوزيكارا والذي يعد قريبا جدا من معبد بوزيكارا ديفي في عام 2014 بإشراف من وزارة الموارد المائية وذلك بعد انقطاع طويل دام 14 سنة.

### جزيرة مونرو
يحيط كل من نهر كالادا وبحيرة أشتامودي وبحيرة ساسثامكوتا في مقاطعة كولام بجزيرة مونروثورث أو مونرو، وهي جزيرة تتكون من مجموعة من الجزر الصغيرة التي يبلغ عددها ثمانية، وتحظى الجزيرة بعدد من القنوات المتقاطعة والقنوات المائية المتعرجة. وتجد أعداد كبيرة من الطيور المهاجرة من مختلف دول العالم ملاذها في هذه الجزيرة. حيث يمكنك مشاهدة الطيور مثل: الرفراف ونقار الخشب ومالك الحزين وآكلة النحل والغراب الدارج وطيور الشوك. ولاتزال هناك فرصة أخرى نادرة لمشاهدة نباتات التوابل الهندية التقليدية مثل الفلفل وجوزة الطيب والقرنفل.
وأول برنامج سياحي مجتمعي في الدولة سوف يباشر عمله من جزر مونروثورث. وتعد صناعة ألياف جوز الهند صناعة منزلية لجميع سكان القرية تقريبا. ومن الممتع جدا مشاهدة نساء القرية وهن يعملن في صناعة ألياف جوز الهند بمساعدة عجلات النسج. حيث تصنع النساء حبال ألياف جوز الهند يدويا. بالإضافة إلى ذلك، يمكنك مشاهدة عملية استخراج زيت جوز الهند من لُب جوز الهند (جوز الهند المجفف) على الطريق. ومن بين المتطلبات التقليدية الروتينية، يعد البط ومزرعة الدواجن وتربية الروبيان من الأمور الشائعة في جميع المنازل.

### منطقة كاسارجود
تقع منطقة كاسارجود في شمال كيرلا وهي وجهة للباك ووترس، معروفة بزراعة الأرز ومعالجة ألياف جوز الهند كما تعرف بمناظرها الطبيعية الخلابة، يحدها البحر من جهة الغرب وسلسلة غاتس الغربية من جهة الشمال والشرق. وهناك خيارات للرحلات البحرية إلى شندراجيري وفاليابارمبا بالقرب من كفايي باك ووتر. وتقع شندراجيري على بُعد 4 كم إلى الجنوب الشرقي من مدينة كاسارجود وتأخذ السياح إلى قلعة شندراجيري التقليدية. وتعد فاليابارمبا امتدادا خلابا للباك ووتر بالقرب من كاسارجود. وتتدفق أربعة أنهار للباك ووترس بالقرب من كاسارجود وهناك العديد من الجزر الصغيرة على طول امتدادات هذه الباك ووترس والتي يمكنك مشاهدة الطيور فيها.

### منطقة ثيروفالام
تبعد ثيروفالام باك ووترس بست كيلومترات فقط عن ثيروفانانثابورام عاصمة الولاية. وهي معروفة بركوب الزوارق، وقد أصبحت ثيروفالام أكثر شعبية لدى السياح. وهي ملتقى نهري كيلي وكرامانا. كما أنها ليست بعيدة عن فيلي لاجون التي تتواجد فيها مرافق لممارسة الرياضات المائية والحديقة المائية وكذلك الجسر العائم. ويتواجد نادي أكولم بوت الذي يعد من المعالم السياحية الشهيرة بالقرب من ثيروفالام، حيث يقدم هذا النادي رحلات بحرية في بحيرة أكولم بالإضافة إلى تواجد حديقة للأطفال.

### منطقة كوريكود
يوجد في كوريكود (المعروفة أيضا باسم كاليكت) مناطق للباك ووترس والتي لم يستكشفها حشود السياح بشكل كبير بعد. حيث يوجد في منطقة إلاثور قناة كانولي ونهر كالاي، وتعد هذه الأماكن مزارات سياحية مفضلة لركوب القوارب والرحلات البحرية. وسرعان ما أصبح موقع كورابوزا جالوتسافام وجهة شهيرة للرياضة المائية.

### منطقة ألابوزا
توجد مناطق للباك ووترس في منطقة أليبي أيضا.

## الأدب
يوجد في هذه المنطقة اثنان من الكتاب البارزين وهما ثاكازي سيفاسنكارا بيلاي وآرونداتي روي.
اكازي سيفاسنكارا بيلاي (1999- 1912) الحائز على جائزة بادمابوسان وجنانبيثاند ساهيتيا أكيديمي للكتابة، ولد في قرية ثاكازي في مقاطعة ألابوزا. كتب بلغة الملايالم، وترجمت روايته شيمين إلى اللغات الهندية وعدد من اللغات الأجنبية.
آرونداتي روي، ولدت عام 1961 ونشأت في أيمينيم بالقرب من كوتايم، حاز كتابها إله الأشياء الصغيرة على جائزة البوكر الأدبية في كيرلا.

## الأفلام
تم تصوير عدد من الأفلام في الباك ووترس حول منطقة أليبي وأجزاء أخرى من الدولة. فهناك العديد من الأفلام الماليالمية التي تم تصويرها في الباك ووترس.
وهناك أيضا بعض الأفلام الرئيسة الأخرى المصوّرة في الباك ووترس والتي تشمل:
- معظم مشاهد فيلم التاميل (أوتو جراف)
- مشاهد حاسمة في فيلم التاميل (فينايثاندي فاروفايا) ونسخته الهندية (إيك ديوانا ذا) ونسخة التيلجو (يي مايا شيزاف)
- أغنية (جيا جيل) وأحداث من الفيلم الهندي (ديل سي)
- الفيلم الهندي (تاشان)
- الفيلم الهندي (ألون)
- فيلم التاميل (كوسلين)

## معرض الصور

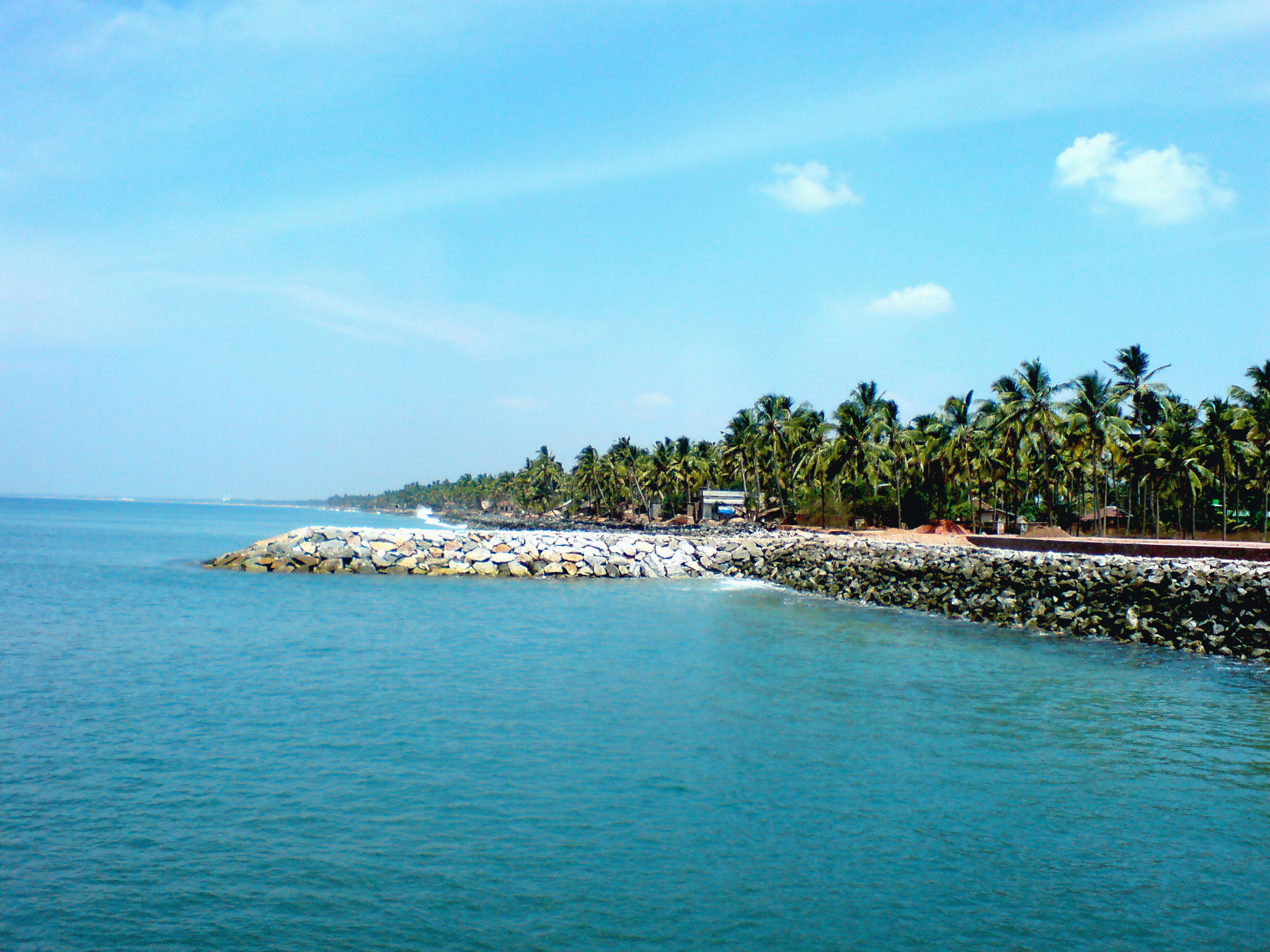
مصب في بارافور
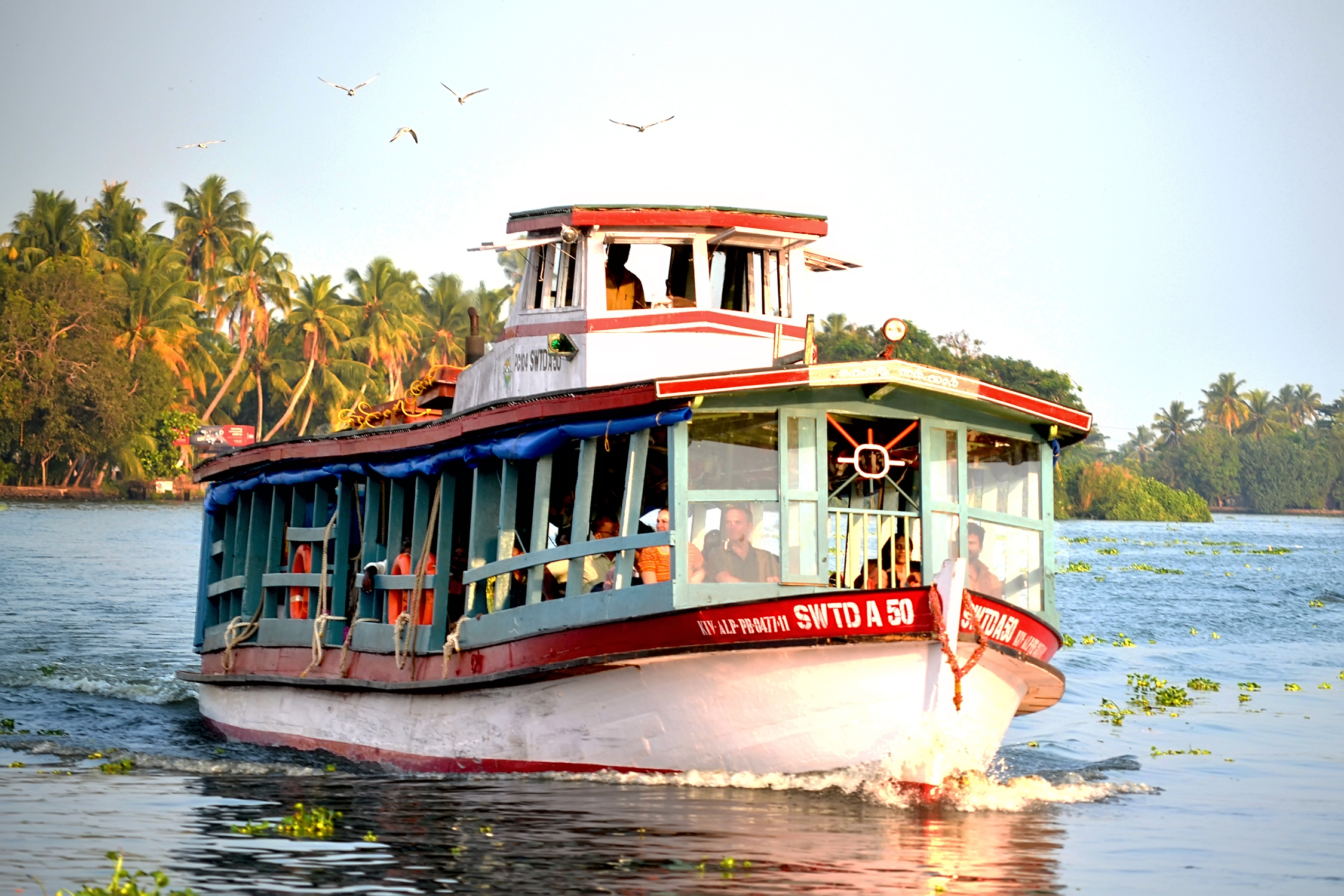
مركب لخدمات النقل العام في كيرلا
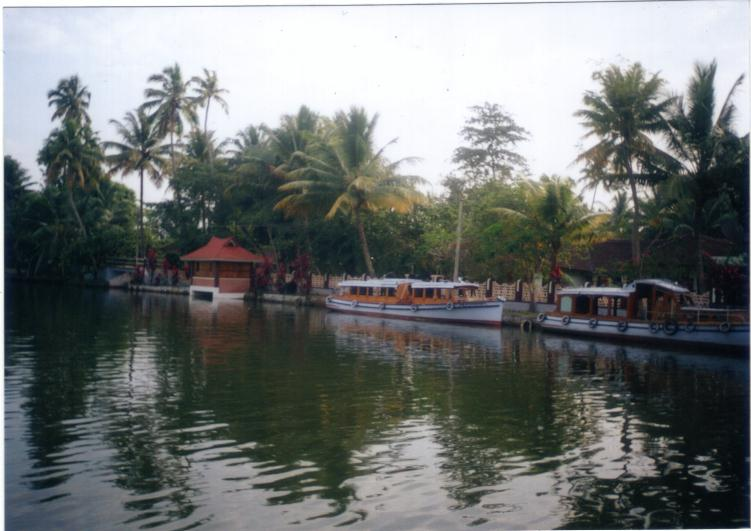
كيرلا باك ووترس
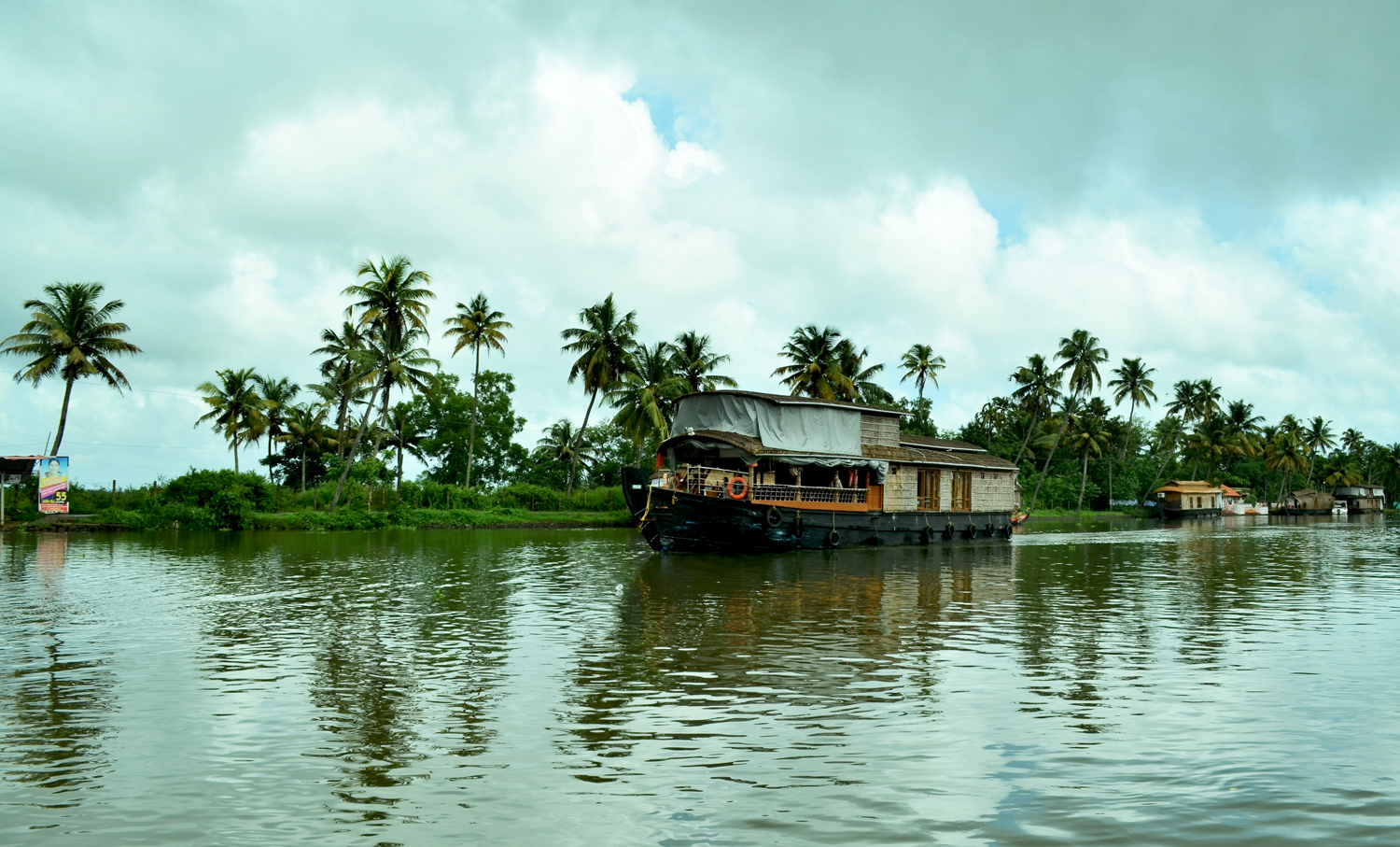
مركب البيت العائم في مياه كيرلا
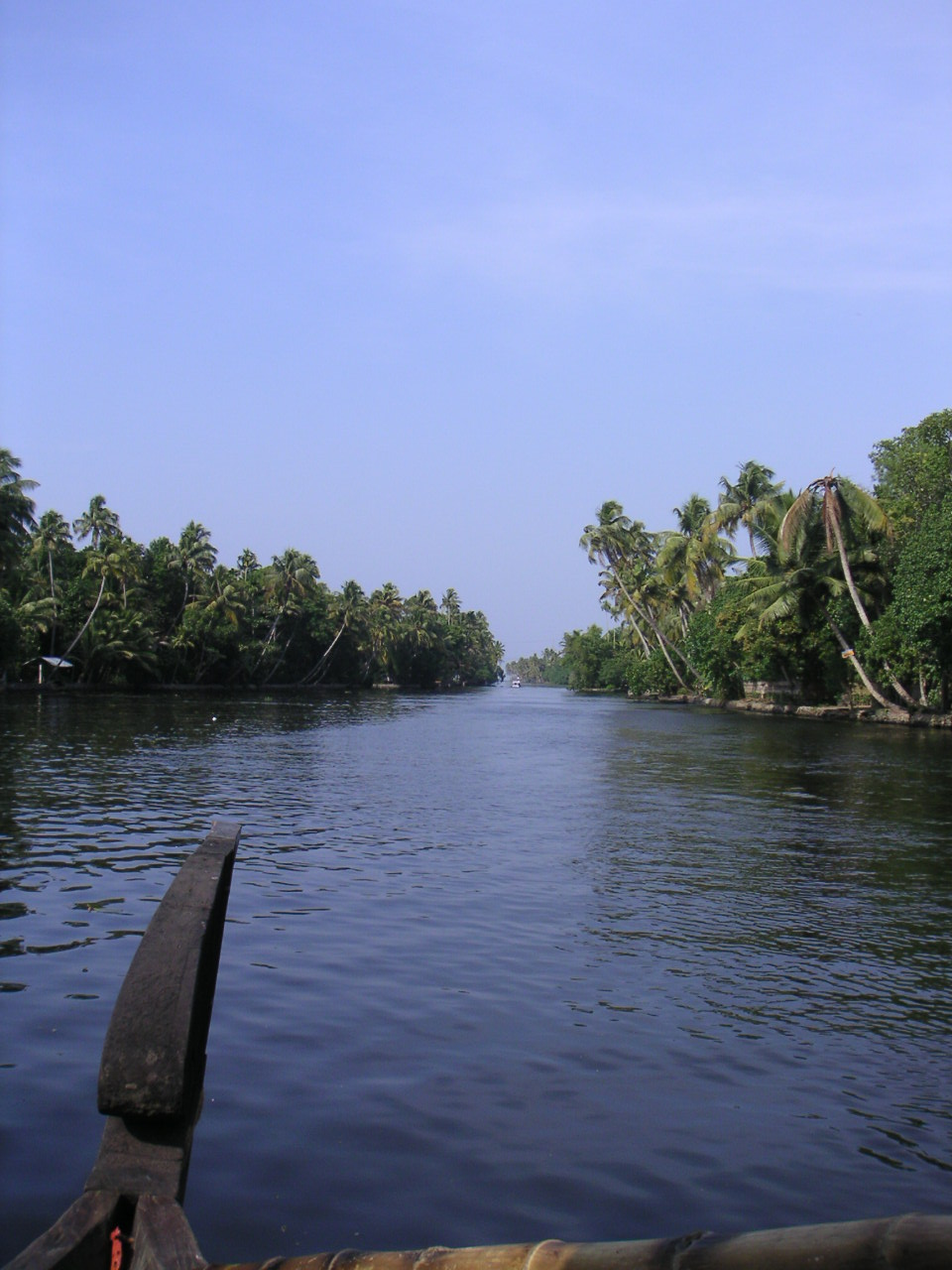
كيرلا باك ووترس
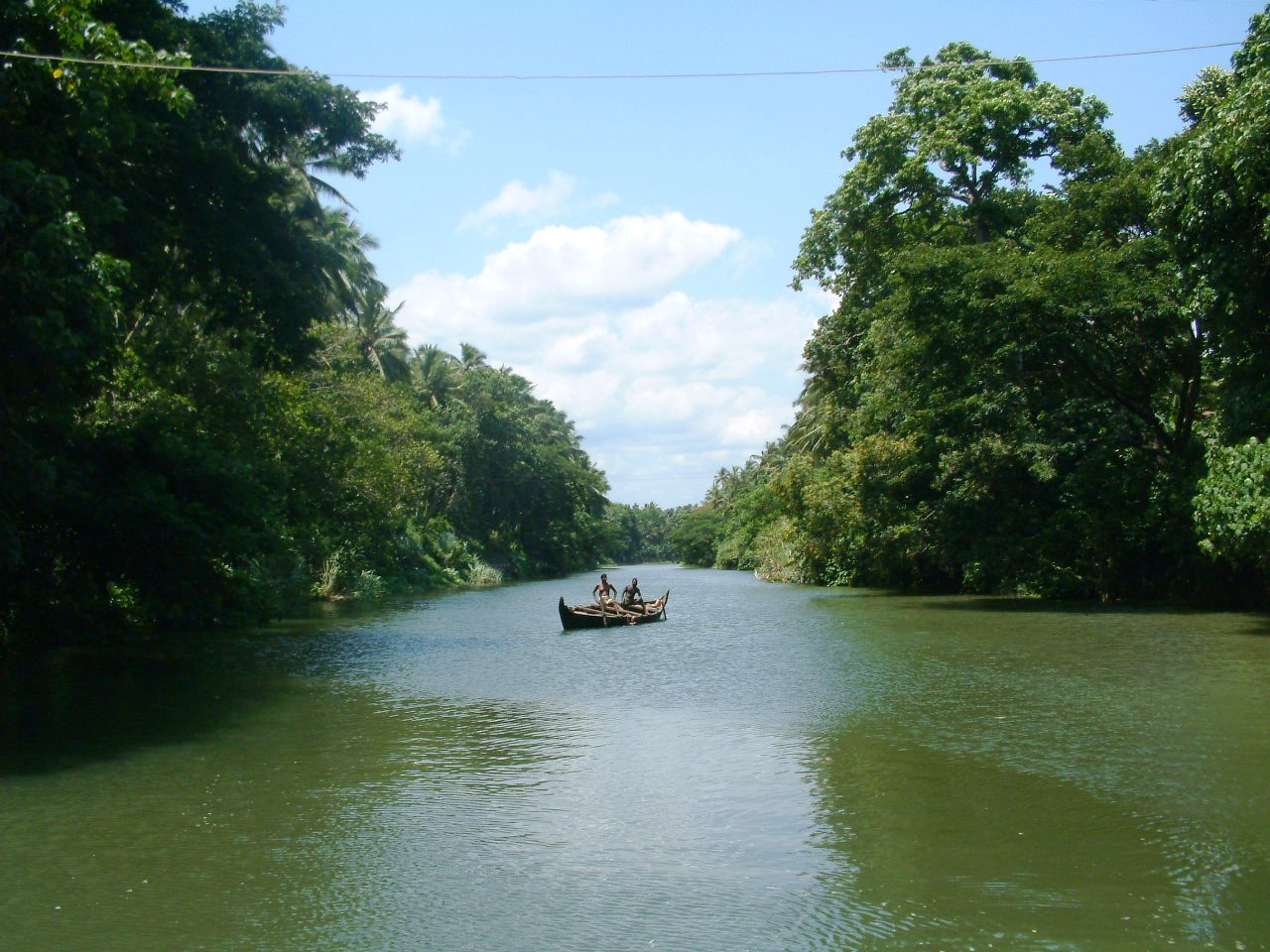
إحدى البحيرات المالحة في منطقة ثيريفاندرم
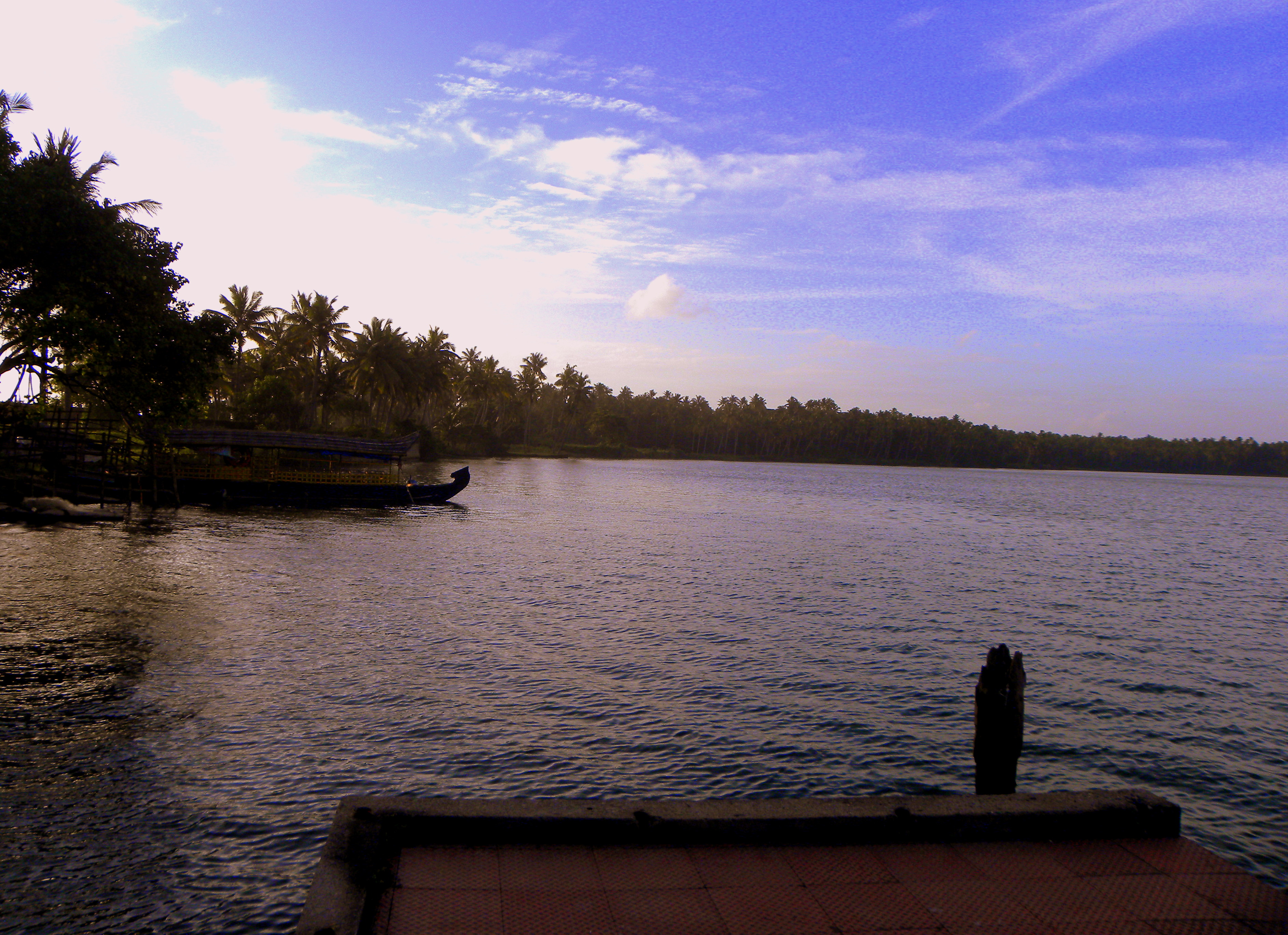
مشهد مسائي من بحيرة بارافور في كولام
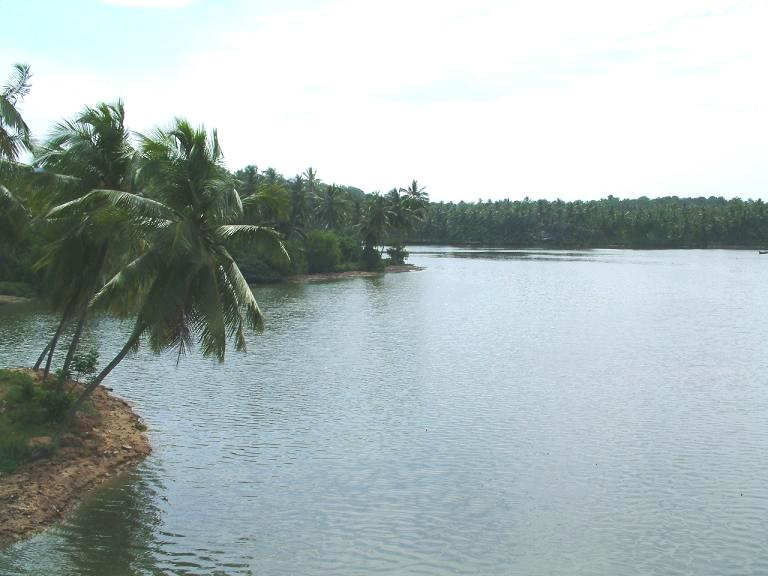
بحيرة فيلي
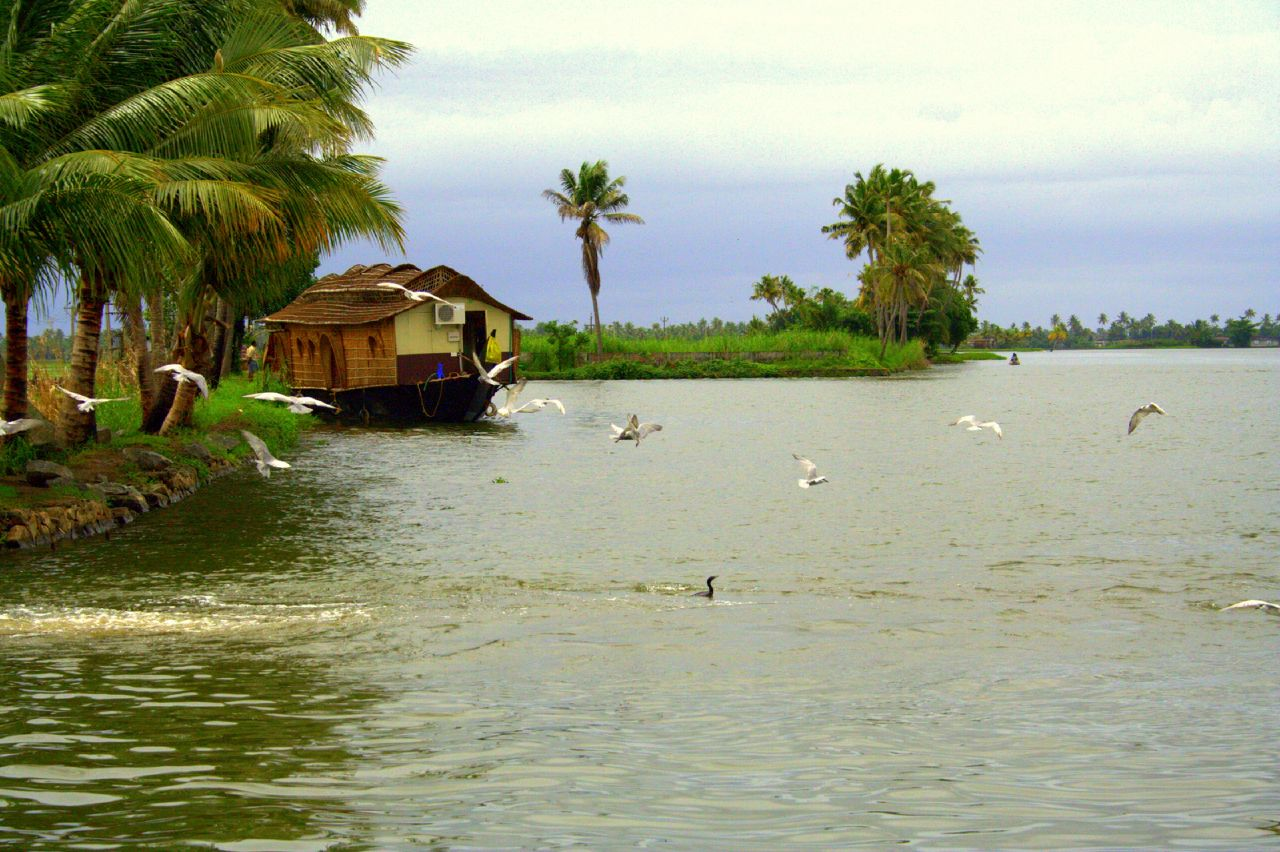
الباك ووترس في بحيرة أشتامودي
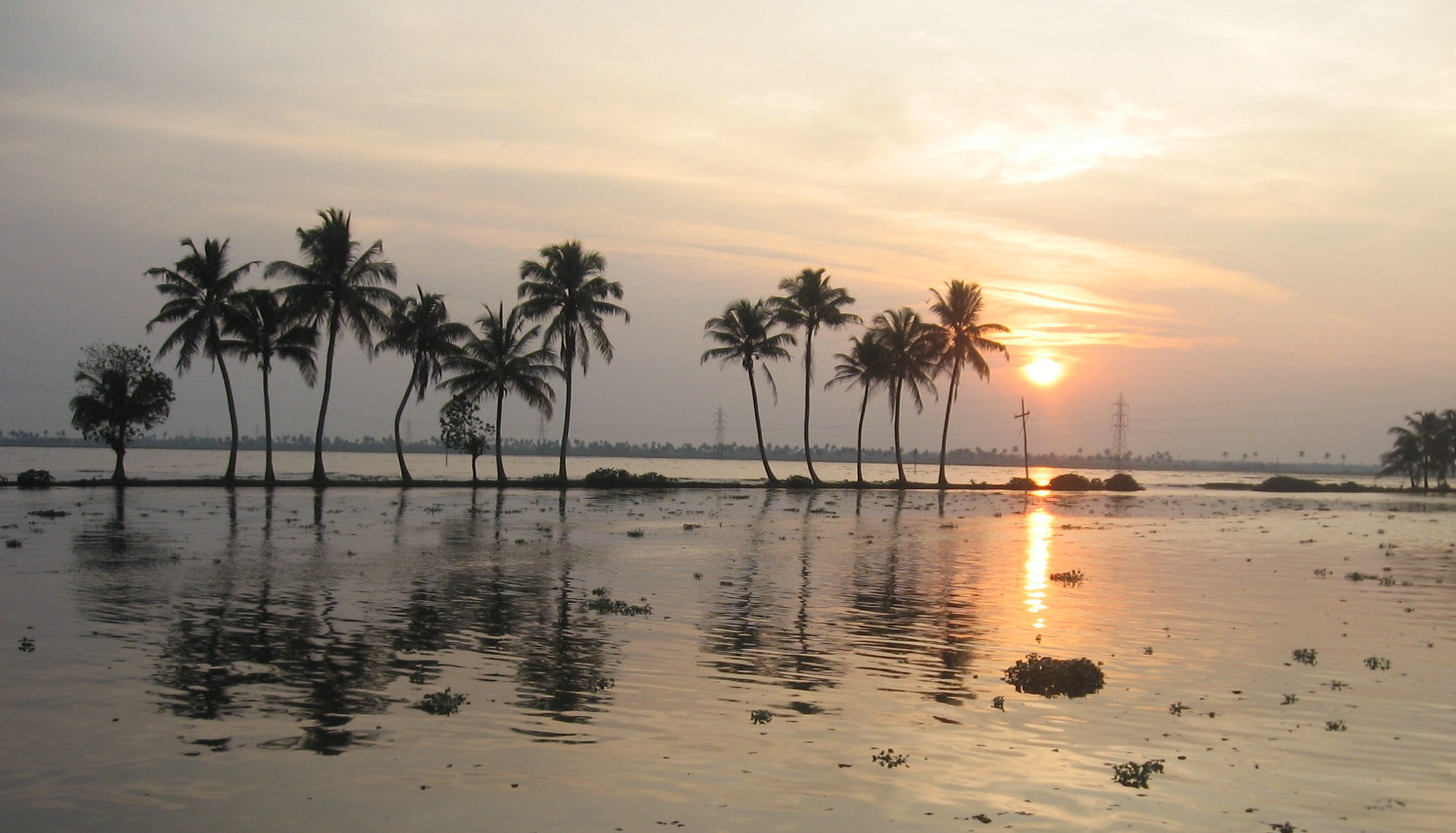
مشهد الغروب في الباك ووترس
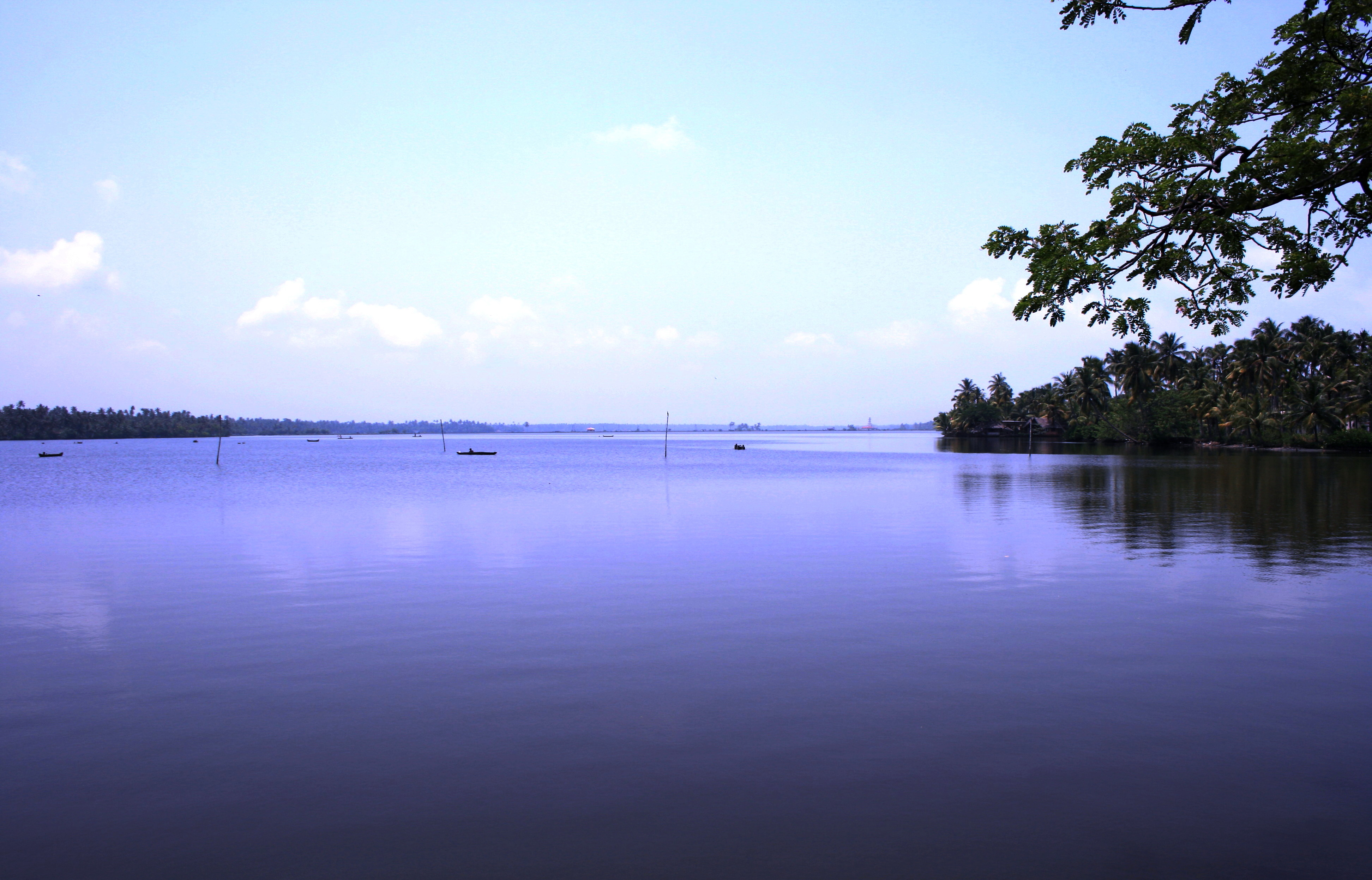
بحيرة مالحة بالقرب من شاطئ شيريا في منطقة ارناجولام
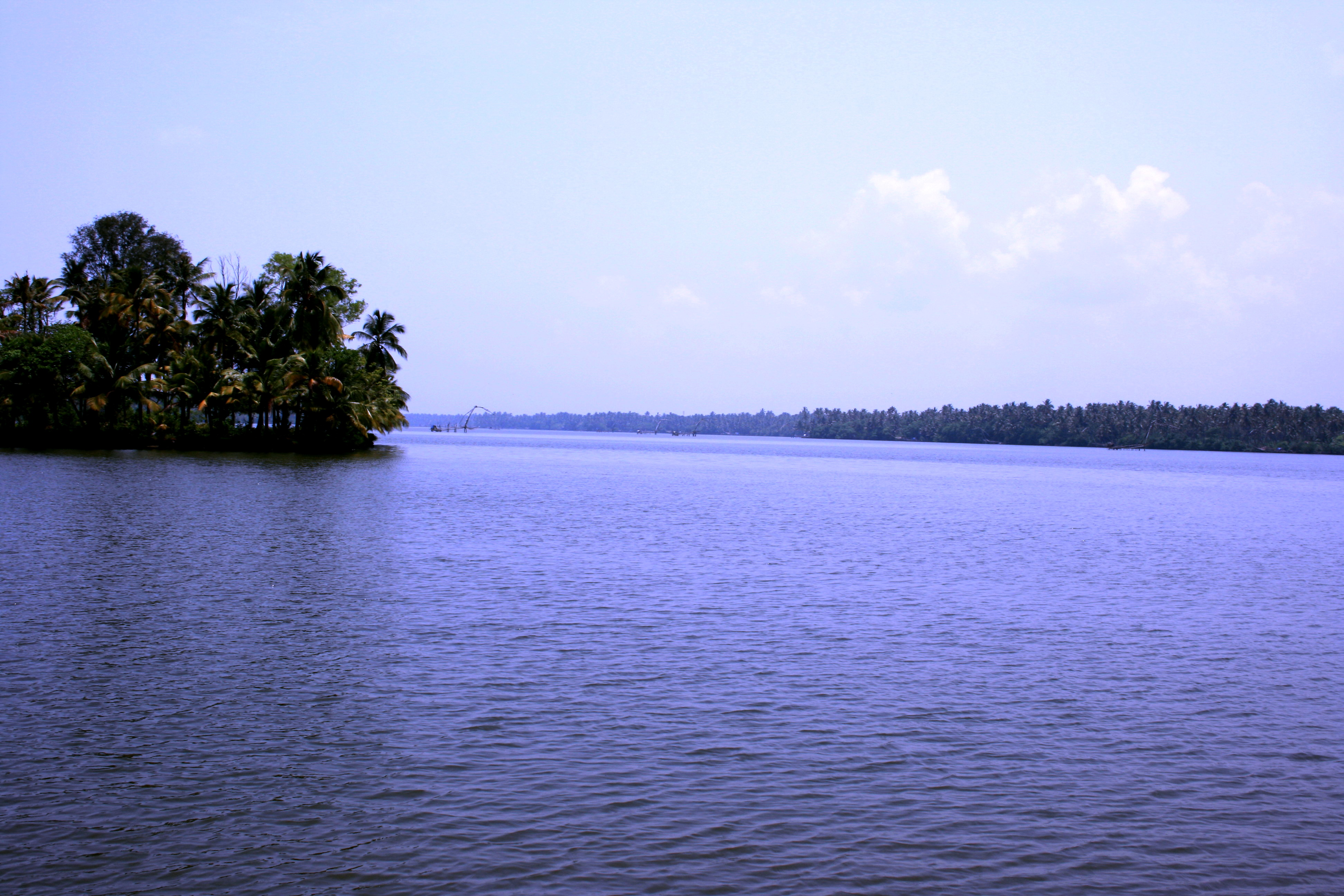
بحيرة مالحة بالقرب من شاطئ شيريا في منطقة ارناجولام
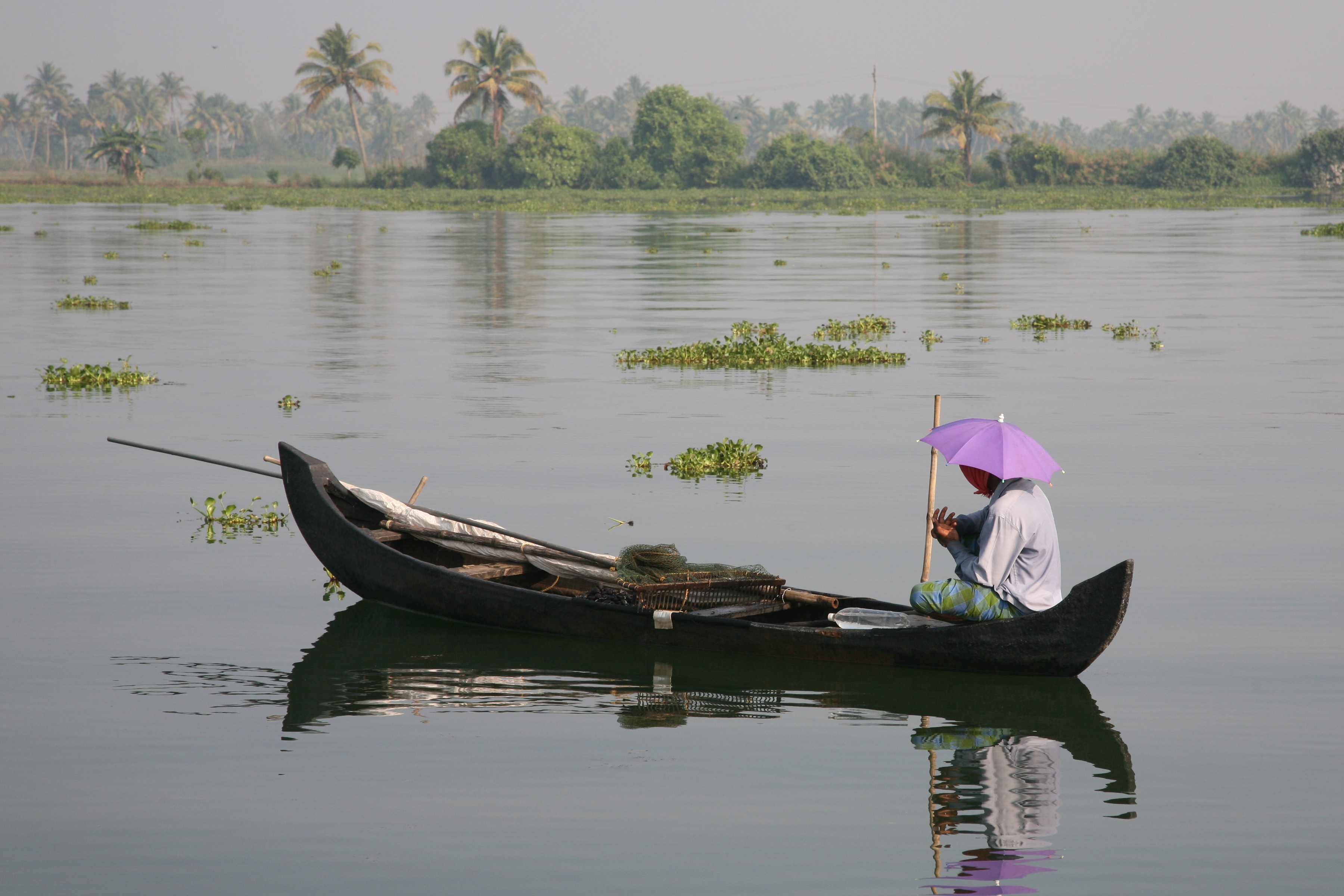
قارب في أحد القنوات المائية بالقرب من بحيرة أشتامودي
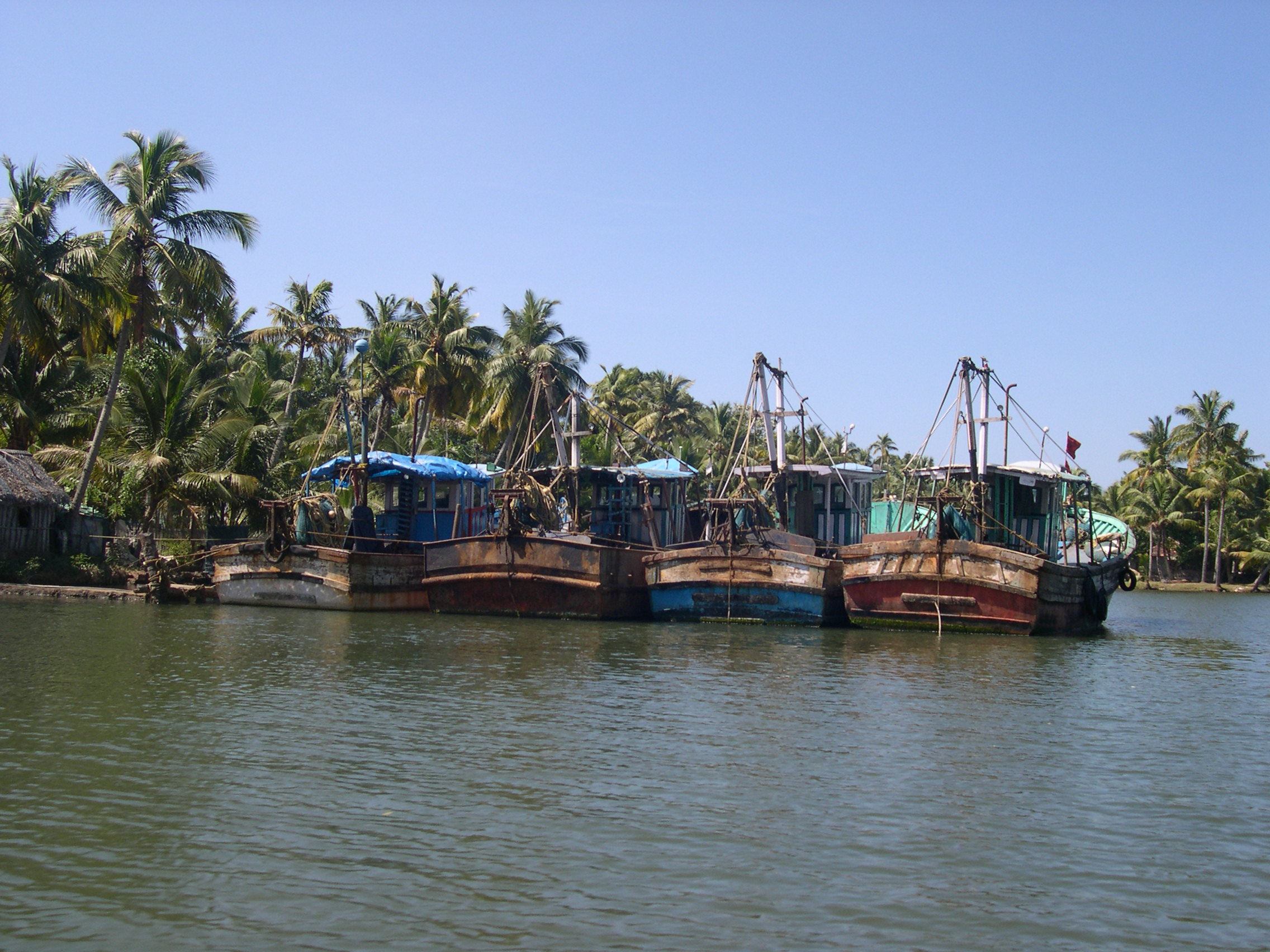
قوارب
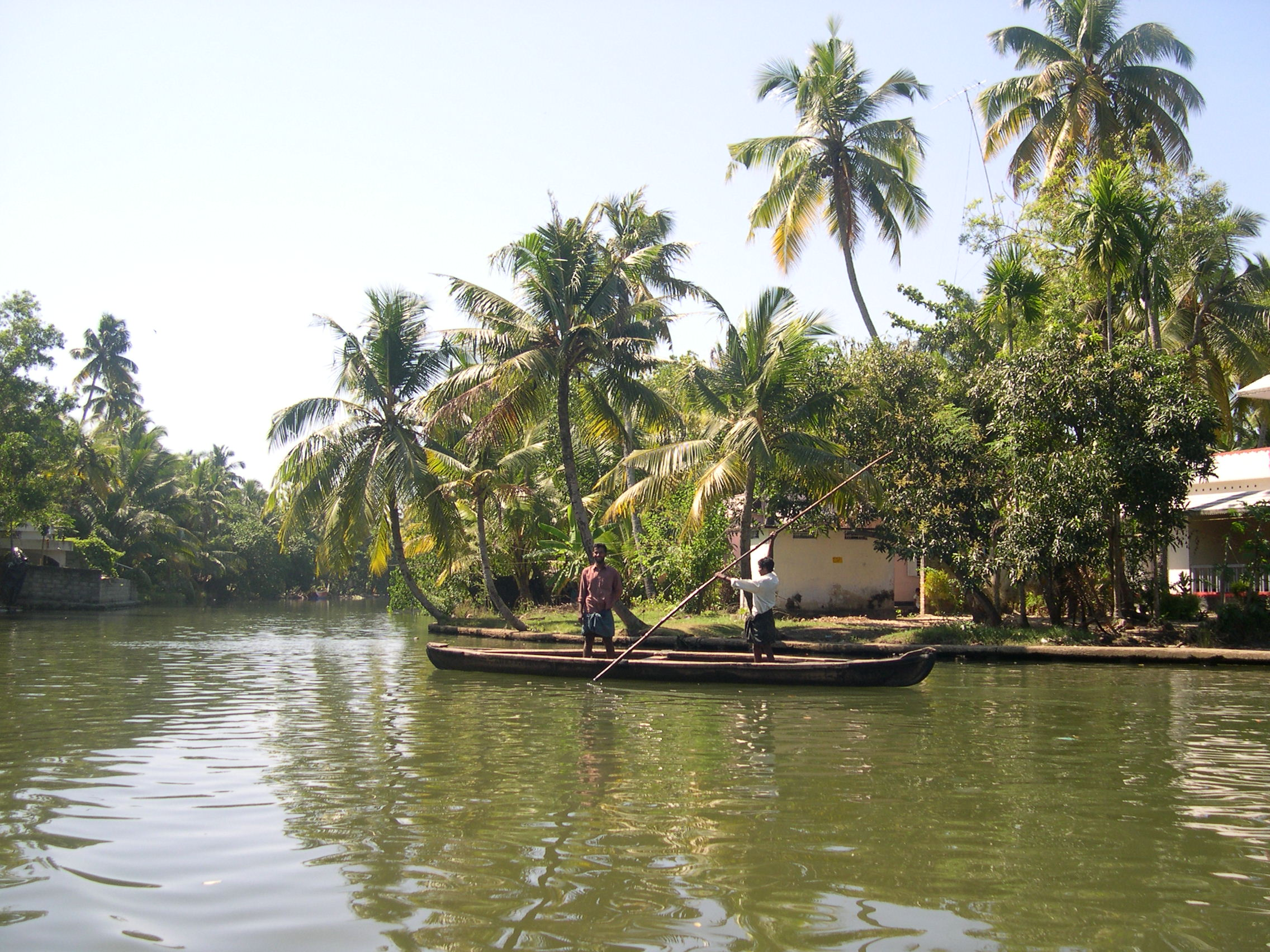
السكان المحليون